# Dveře pro cestující
Dveře pro cestující jsou ve vozidlech pro hromadnou přepravu osob systémem, který umožňuje výměnu cestujících mezi interiérem (salónem vozidla) a prostorem mimo vozidlo, nejčastěji prostorem zastávky. Ve vozidlech mohou být instalovány i další druhy dveří:
- dveře pro oddělený nástup řidiče (strojvedoucího),
- dveře mezi prostorem pro řidiče a prostorem pro cestující,
- dveře oddělující různé prostory pro cestující (dveře kupé v železničních vozech),
- nouzové dveře k opuštění vozidla po havárii.

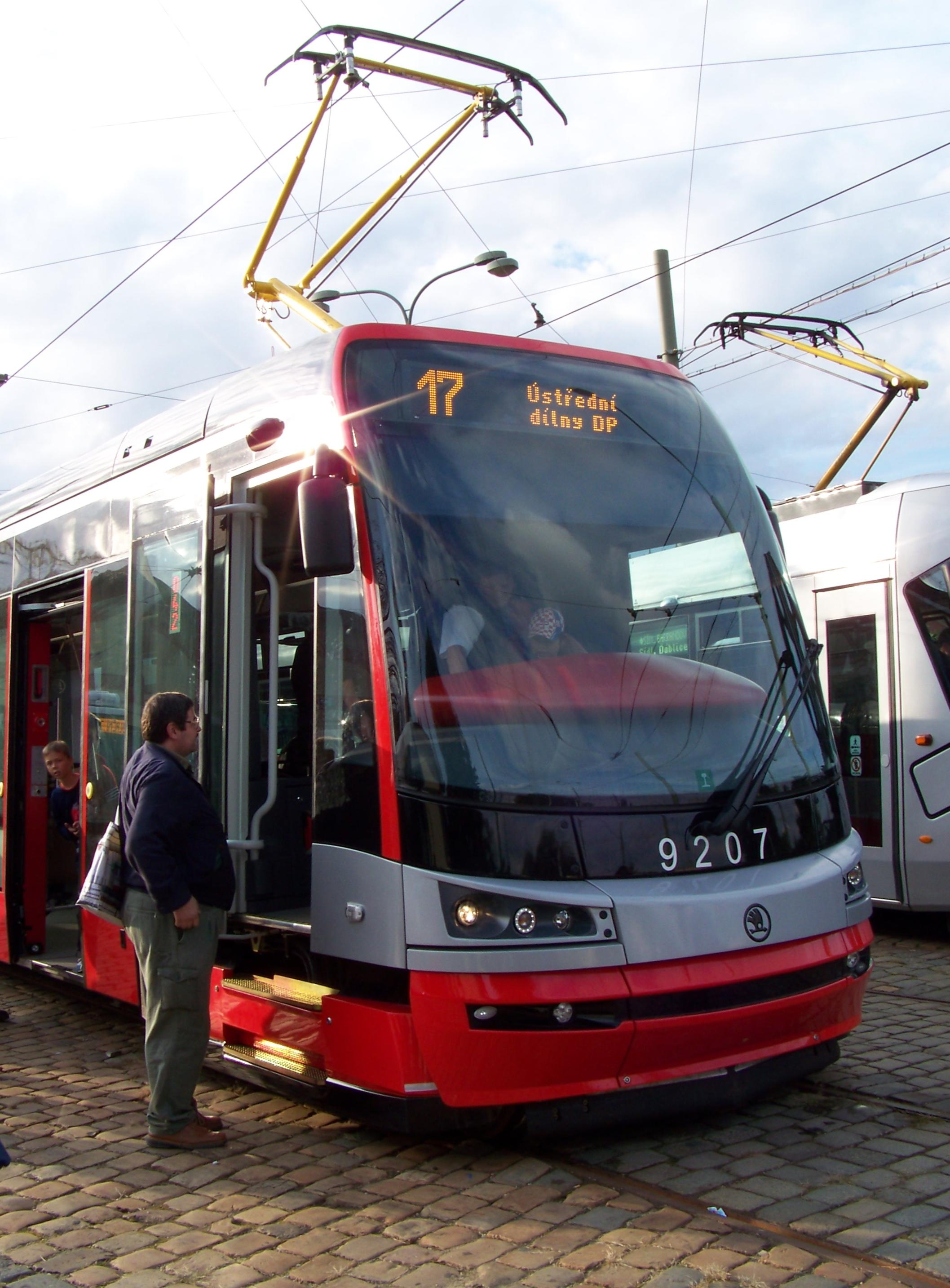
Dveře určené pouze pro nástup řidiče
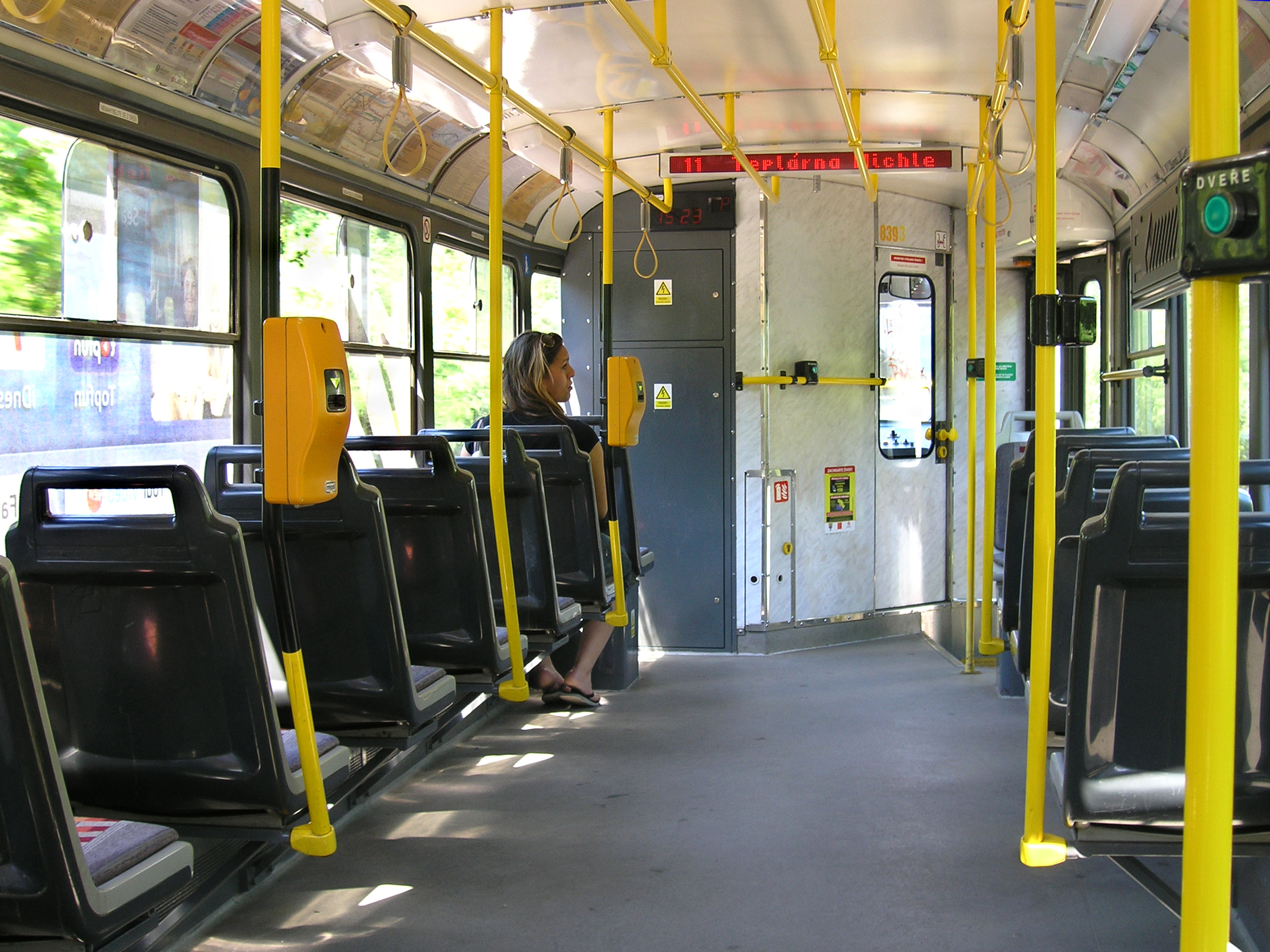
Posuvné dveře ze salónu vozidla do kabiny pro řidiče (tramvaj T3R.P)
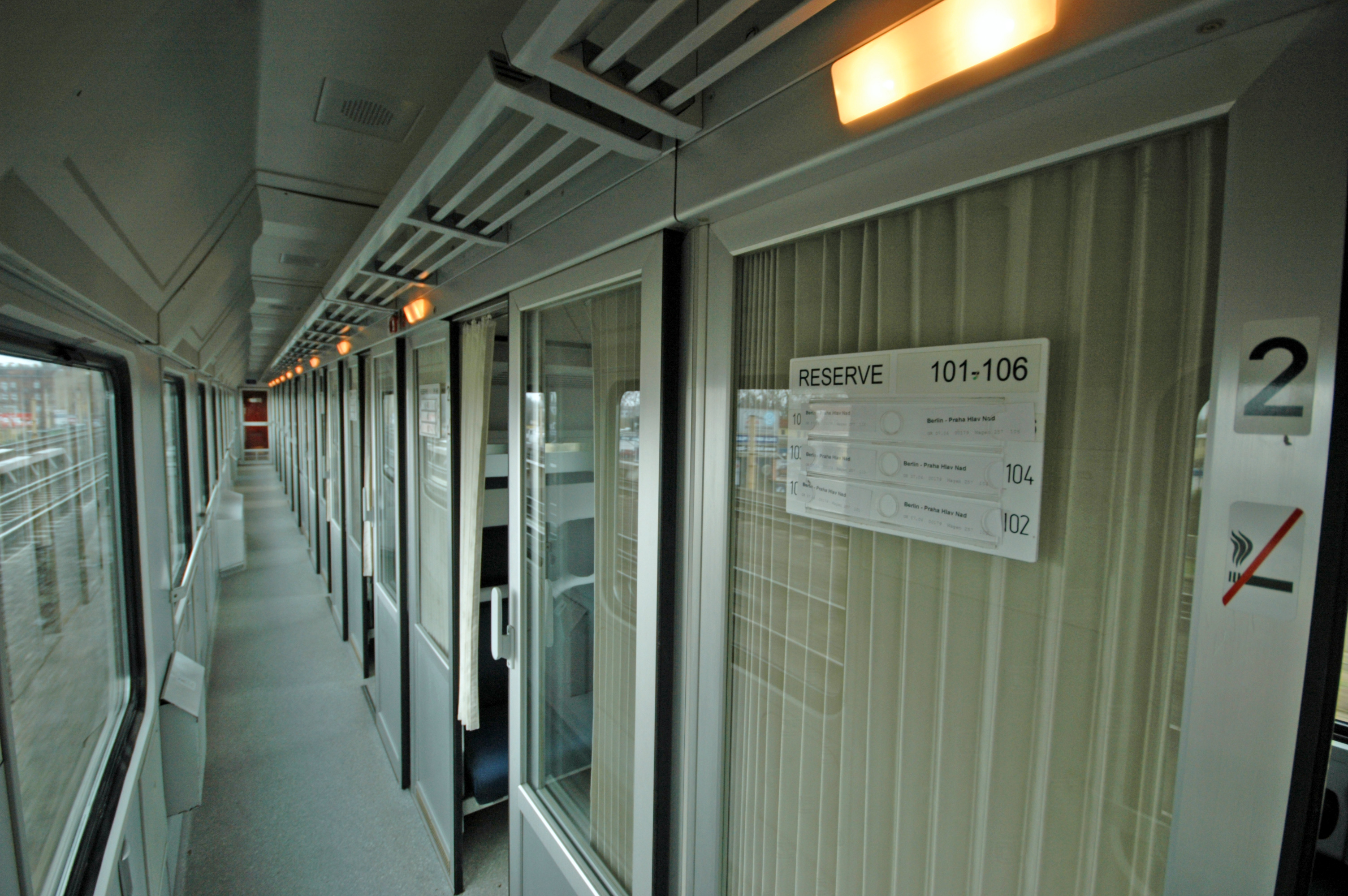
Dveře jednotlivých kupé v osobním železničním voze
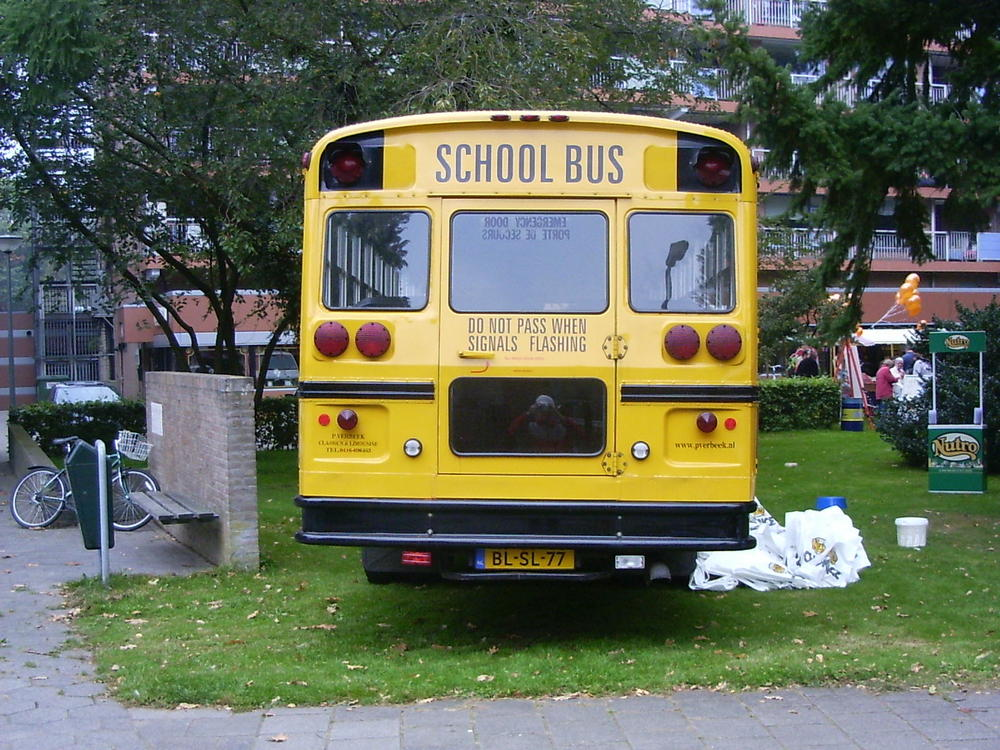
Nouzové dveře školního autobusu

## Organizační členění dveří
- Dveře jednosměrné – pouze pro výstup nebo pouze pro nástup, k usměrnění pohybu cestujících. Využití tohoto typu dveří je tam, kde je pevně určeno místo placení jízdného, např. v linkových (meziměstských) autobusech, kde jízdné vybírá řidič, jsou přední dveře určeny pouze pro nástup.
- Obousměrné dveře – pro výstup i nástup cestujících v samoobslužných systémech, kde jízdné nevybírá řidič, případně v železniční dopravě, kde průvodčí prochází vozidlem. Konstrukčně může být dveřní otvor rozdělen madlem pro částečné usměrnění pohybu cestujících.

## Součásti dveřního systému
- dveřní křídla – vždy pohyblivá, s okny, mohou nést některé ovládací prvky (tlačítka poptávkového ovládání dveří), mohou na nich být madla usnadňující nástup,
- pohon dveřních křídel – k pohonu slouží elektromotor nebo pneumatické válce,
- přídavné osvětlení prostoru pro cestující – bílé barvy, především tam, kde za dveřmi je schod, svítí pouze při otevření dveří,
- ovládací prvky poptávkového otevírání dveří, tlačítka jsou umístěna uvnitř vozidla i na vnější straně, mohou být i součástí dveřních křídel,
- tlačítko signalizace k řidiči: pro požadavek zastavení na následující zastávce na znamení, výstup s kočárkem, výstup handicapované osoby, nouzové zastavení,
- USB modul dobíjení mobilních telefonů,
- světelné a zvukové zařízení signalizující zastavení v zastávce na znamení, signalizace před uzavřením dveří,
- páka nebo jiné mechanické zařízení k otevření dveří při havárii,
- výsuvná nebo výklopná plošina pro usnadnění výstupu a nástupu cestujících na invalidním vozíku.

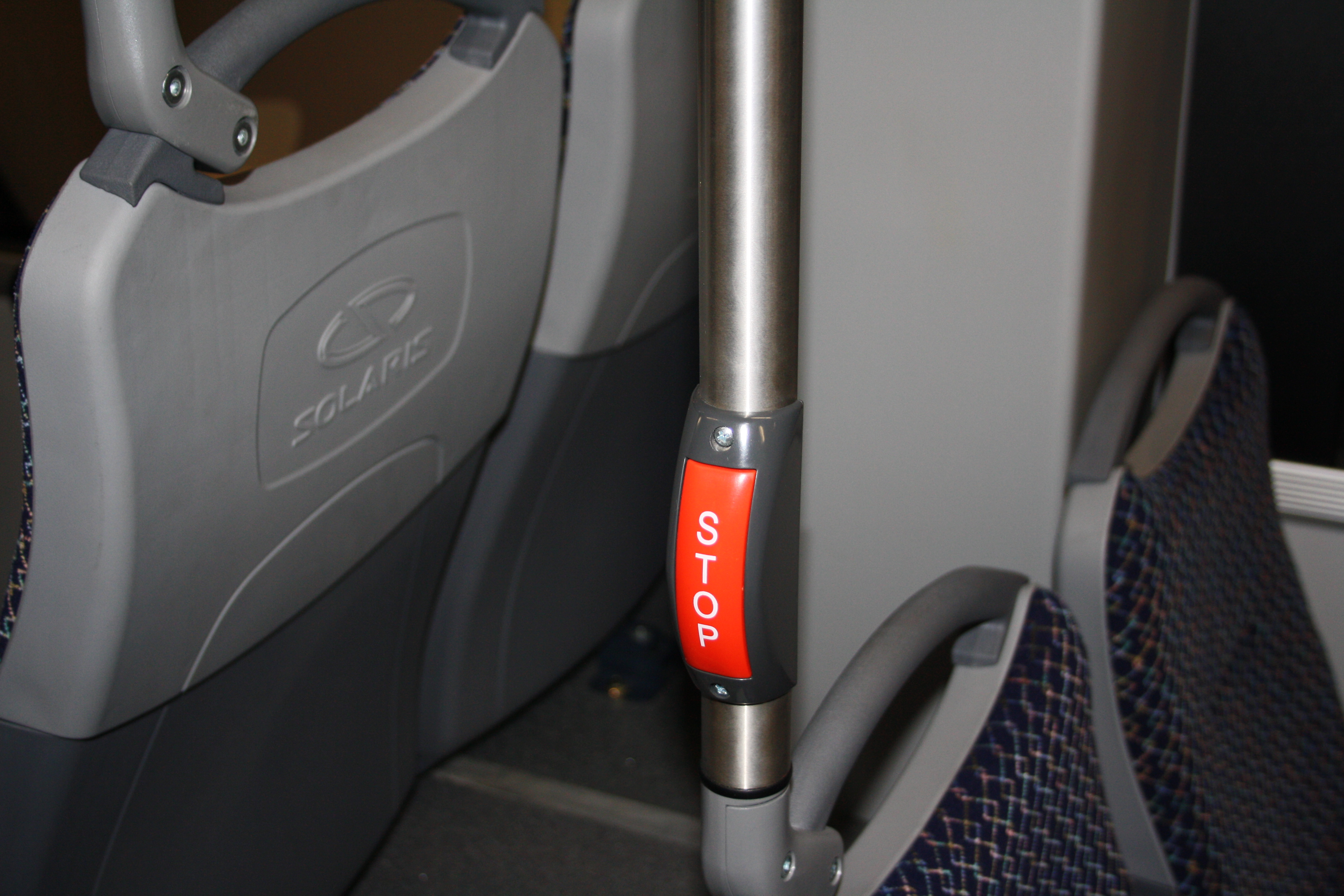
Tlačítko signalizace zastavení v zastávce na znamení (Solaris)
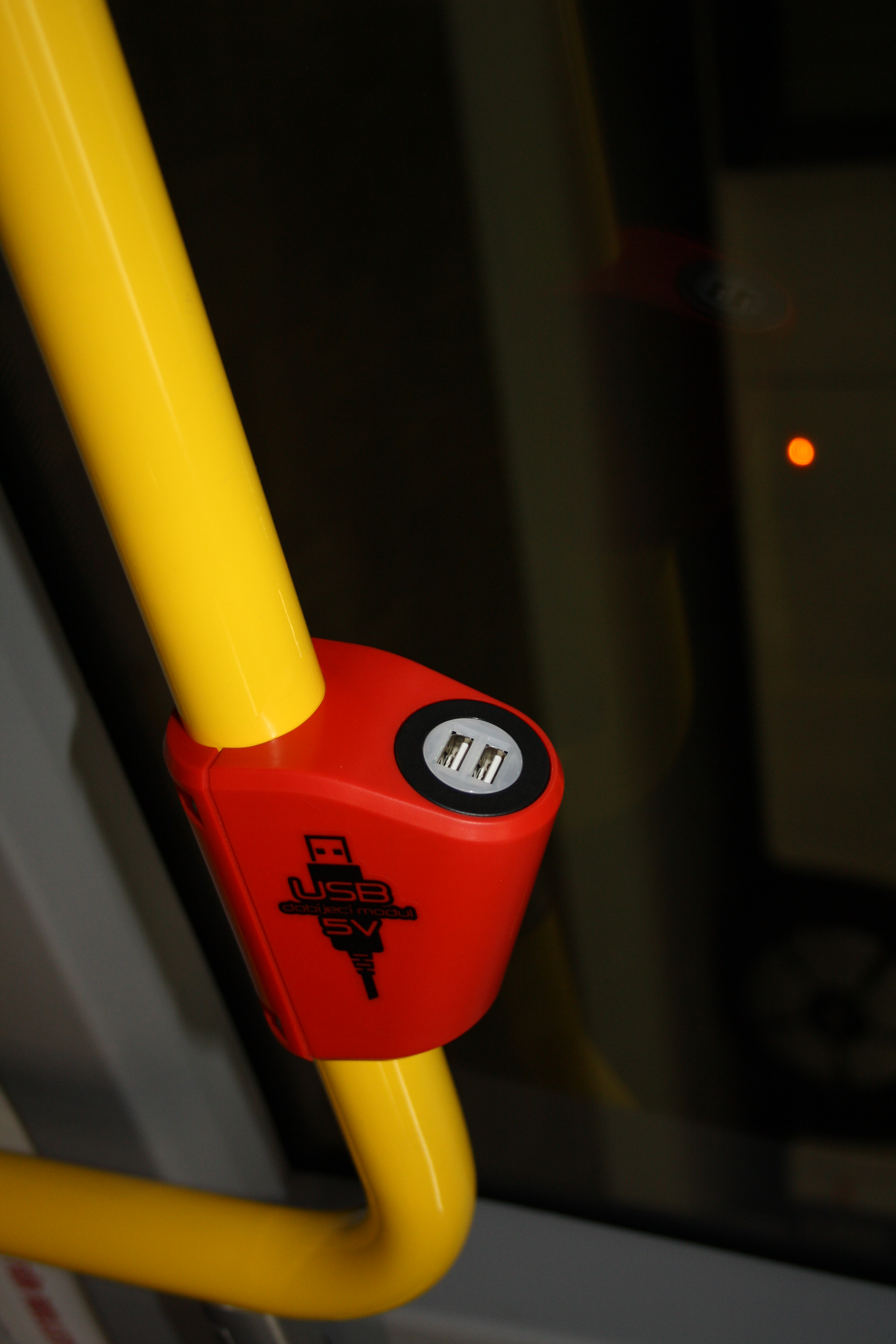
Modul dobíjení mobilních telefonů (Volvo)
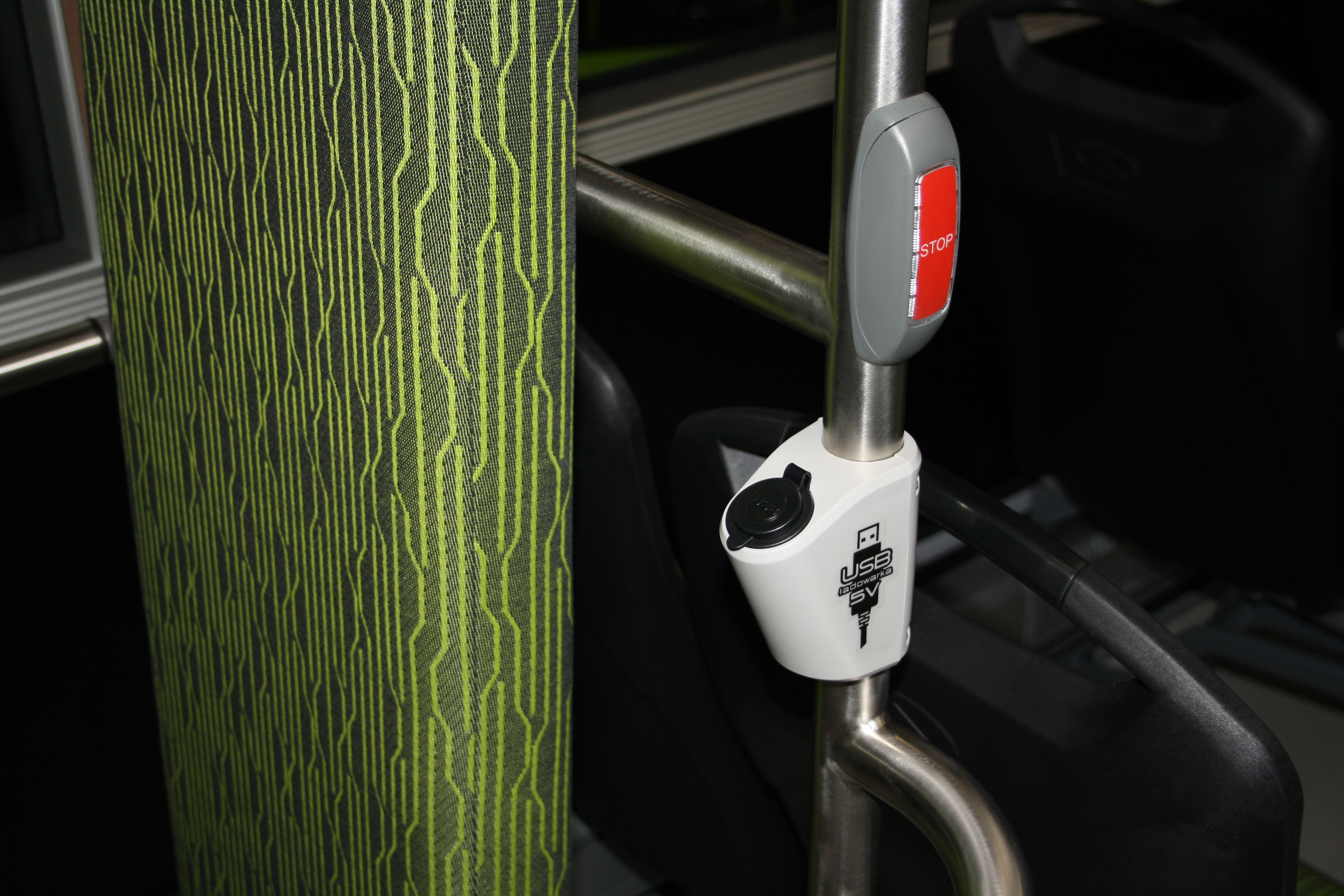
Tlačítko signalizace zastavení umístěné společně s modulem dobíjení mobilních telefonů (Solaris Urbino)
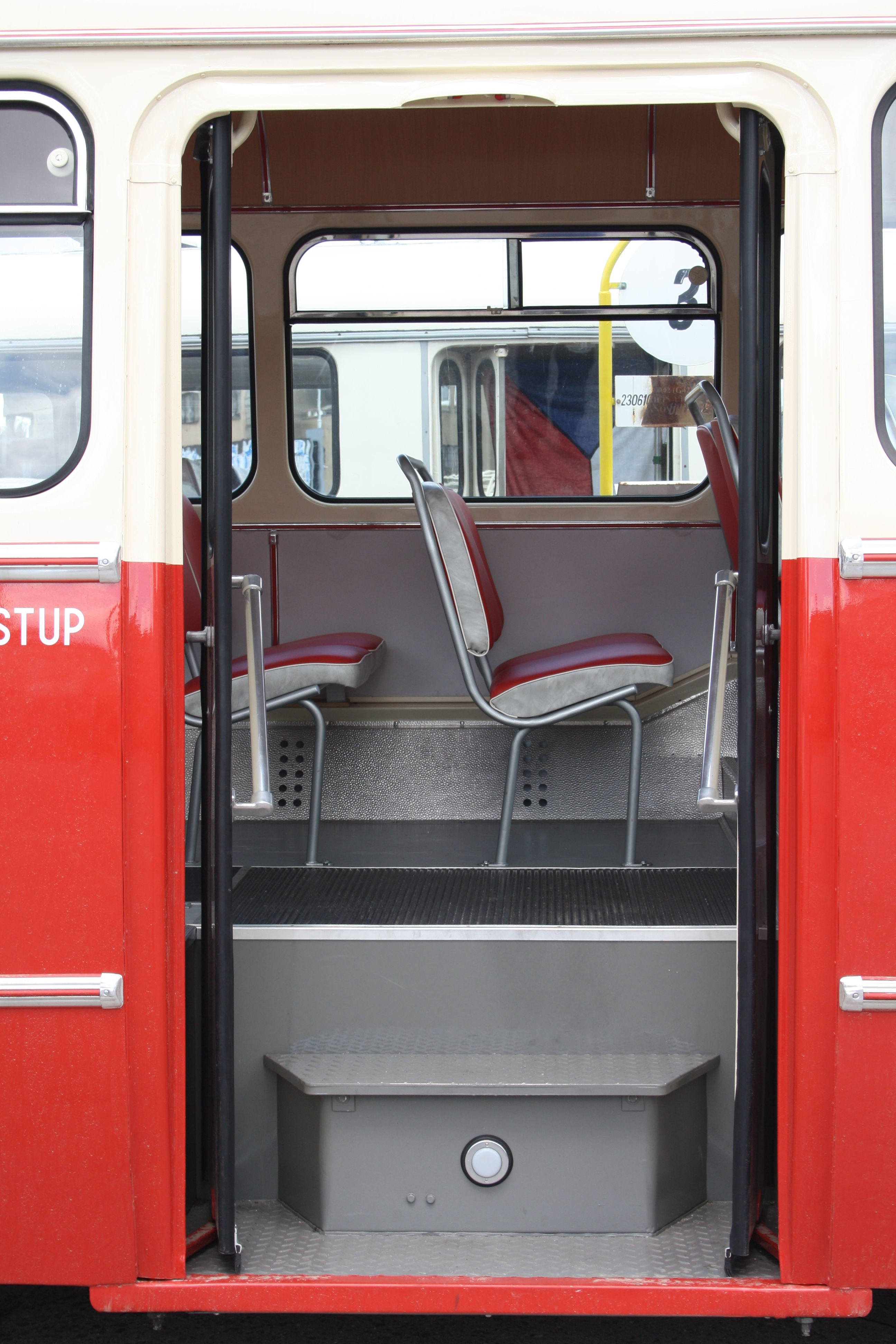
Doplňkové světlo zabudované za dveřmi autobusu Škoda 706 RTO
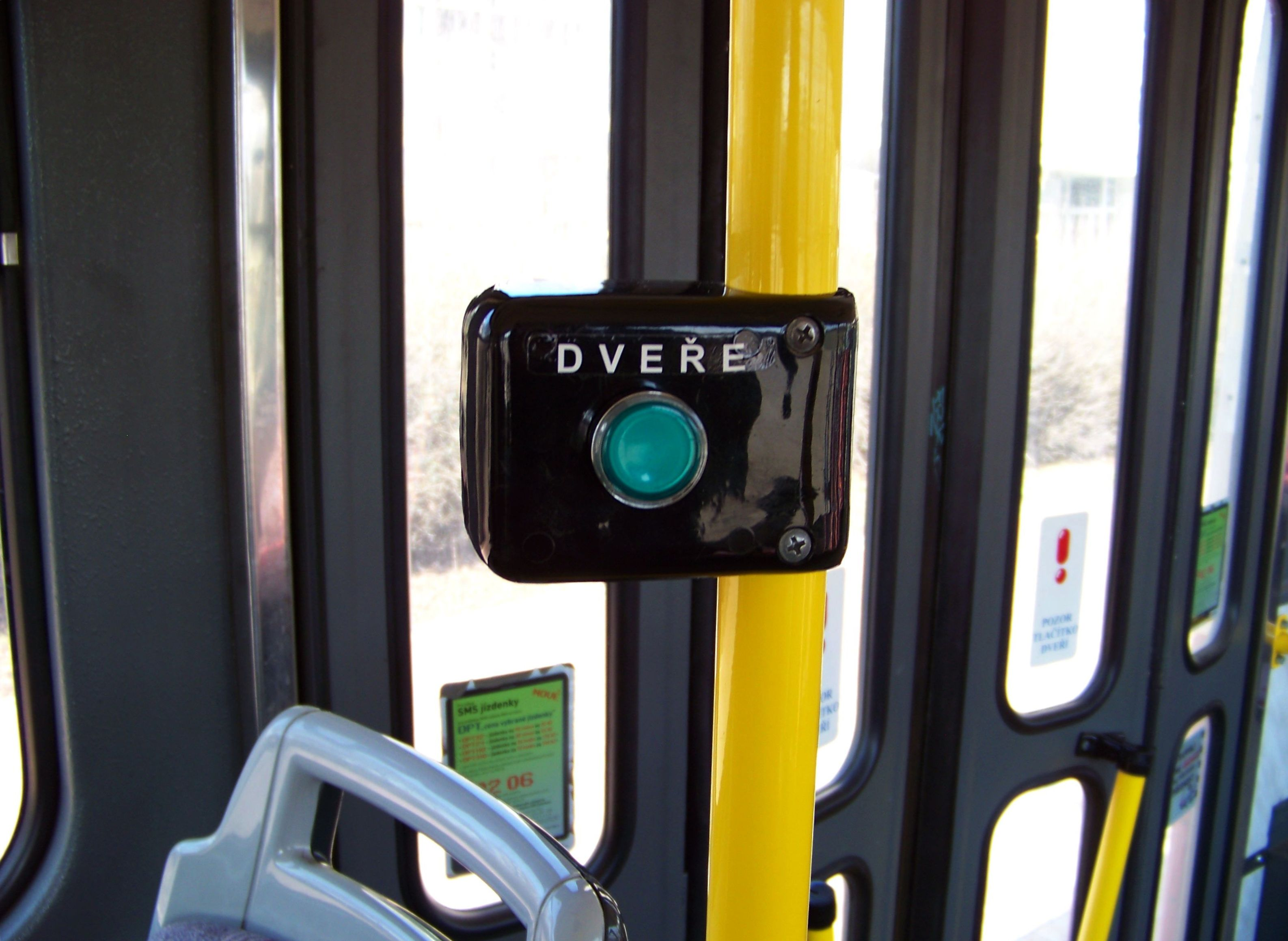
Tlačítko pro poptávkové otevírání dveří, umístěné na přidržovací tyči uvnitř vozidla; tramvaj T3, Praha, po roce 2000
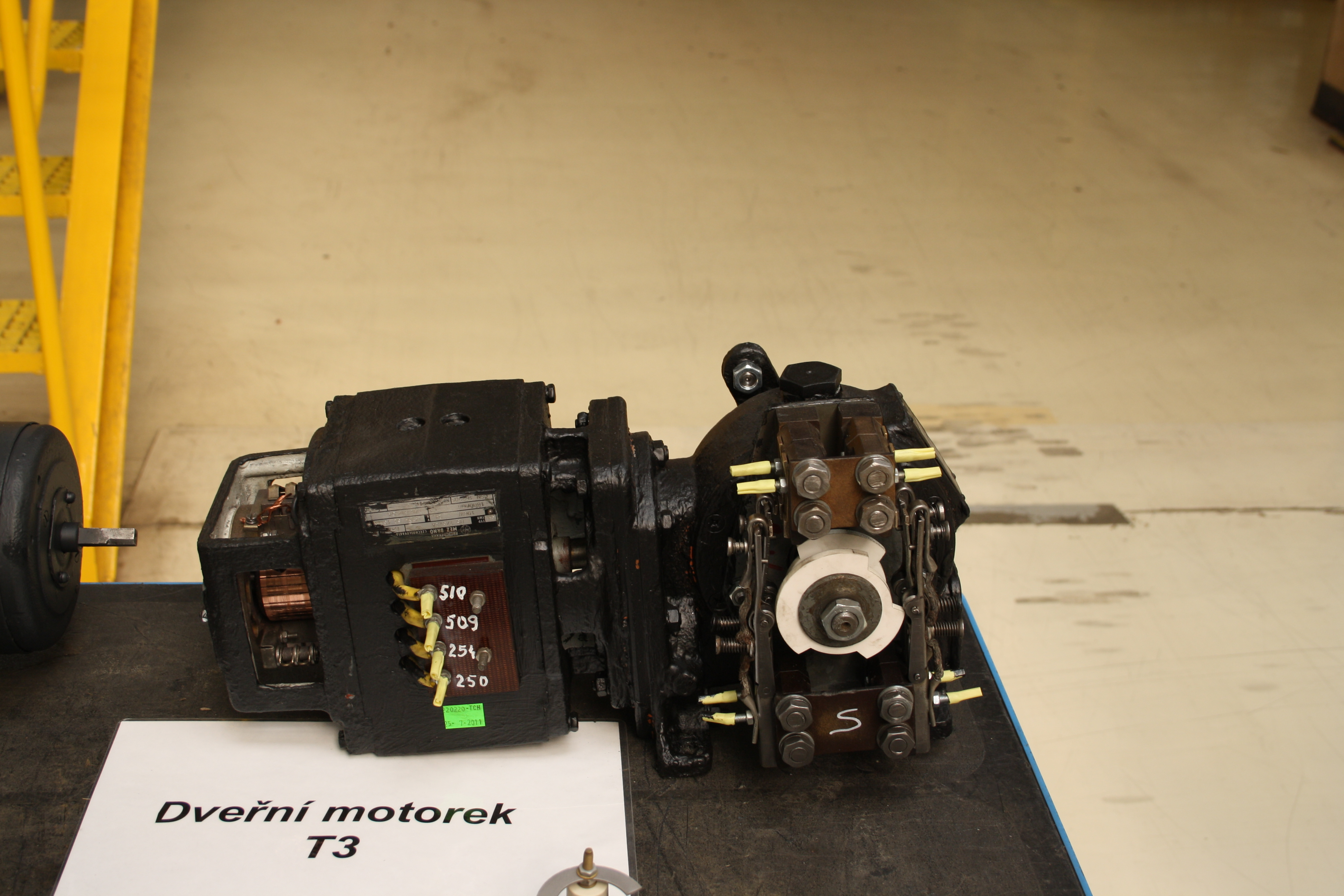
Dveřní pohon tramvaje Tatra T3 (motor s převodovkou)
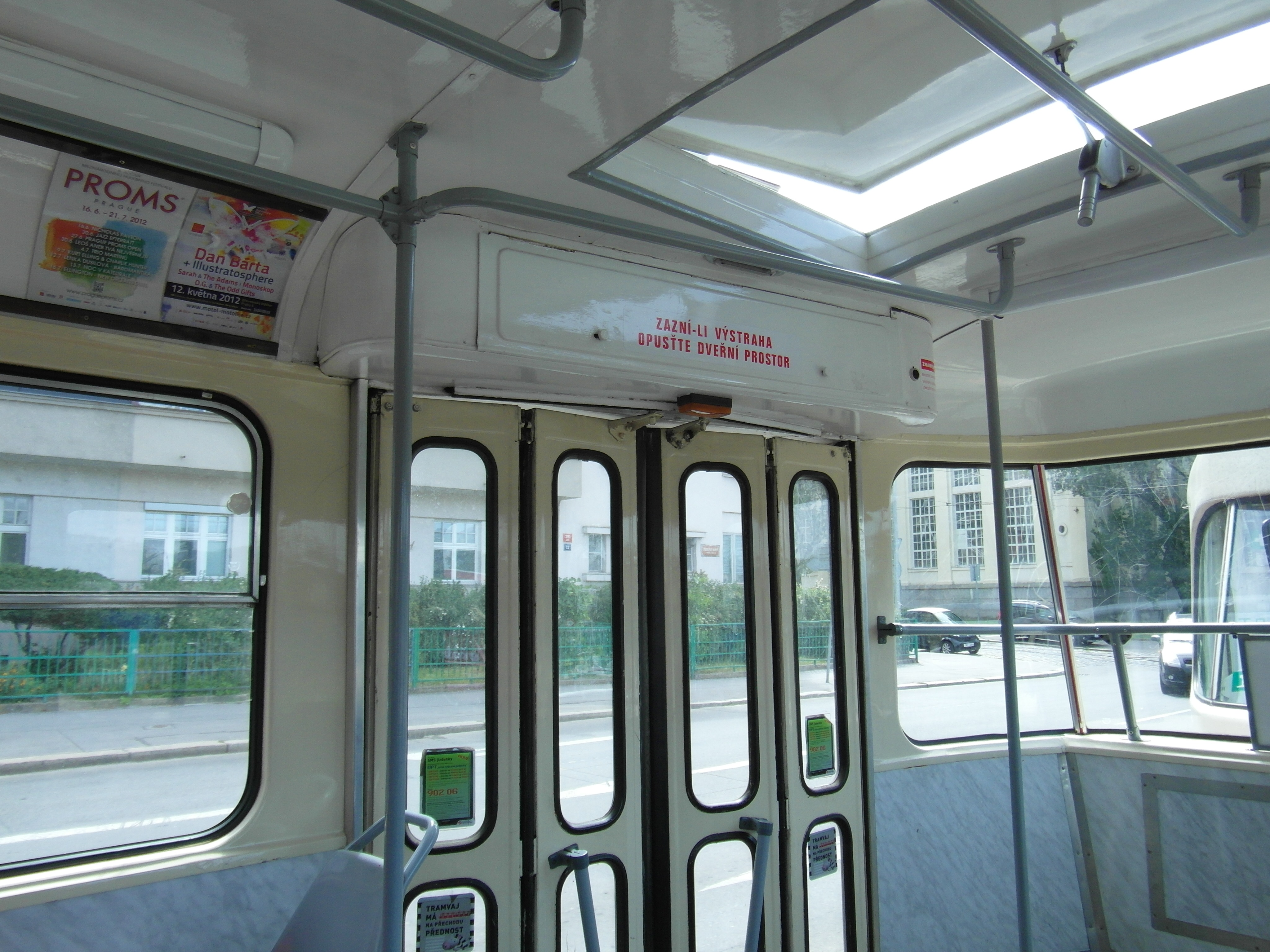
Skříň dveřního pohonu tramvaje T3; na spodní straně skříně vodicí kolejničky pro vedení křídla dveří

### Související pojmy
- Poptávkové otevírání dveří je způsob otevírání dveří, kdy pro jejich otevření je třeba odblokování řidičem a signál daný cestujícím. Otevřou se pouze ty dveře, u kterých jsou splněny obě podmínky. Výhodou je u vytápěných nebo klimatizovaných vozidel omezení nekontrolované výměny vzduchu, protože se otevřou pouze ty dveře, kterými skutečně procházejí cestující. Ovládání dveří zpravidla umožňuje řidiči nuceně otevřít všechny dveře vozidla (soupravy) bez ohledu na to, zda byl dán signál cestujícím. Tlačítka pro cestující jsou jak uvnitř vozidla, tak vně vozidla. Mohou být umístěna na konstrukci vozidla, ale i přímo na dveřních křídlech.
- Akustický maják je zařízení sloužící k informování nevidomých nebo slabozrakých cestujících. Po vyslání signálu z dálkového ovládání cestujícího hlásí akustický maják vozidla číslo linky, směr jízdy (příští zastávku), případně další informace. Cestující má k dispozici dálkové ovládání jako samostatný přístroj, alternativně jako přístroj zabudovaný do slepecké hole. Jednou z funkcí dálkového ovládání může být i signál pro poptávkové otevírání dveří (nahrazuje stisk tlačítka zabudovaného ve vozidle).
- Automatické počítání cestujících je systém čidel, sběrnice a počítače, sloužící ke sčítání cestujících ve vozidle. Nasbíraná data jsou odesílána přes GSM nebo Wi-Fi do dispečinku dopravce. Čidla jsou vždy umístěna u dveří (nade dveřmi). Čidla mohou být kamerová, tedy závislá na světelných podmínkách a osvětlení ve vozidle, tím méně spolehlivá. Spolehlivější jsou čidla infračervená, nezávislá na osvětlení.
- Stupačky pro výstup na střechu jsou u vozidel elektrické trakce (tramvají a trolejbusů) součásti karosérie, které umožňují obsluze bez dalších pomůcek vystoupit na střechu vozidla v případě nutné manipulace s tyčovým sběračem nebo pantografem. U nejstarších vozidel to mohly být pevné stupačky přinýtované na boku vozidla. U modernějších vozidel jsou to výklopné stupačky umístěné v rámu dveří, nejblíže k místu montáže sběrače proudu. Na stupačky může na střeše navazovat část krytá izolačním kobercem a vybavená madly pro přidržení. V klidovém stavu lícují stupačky s obrysem karosérie, aby nemohlo dojít k zachycení cestujících.

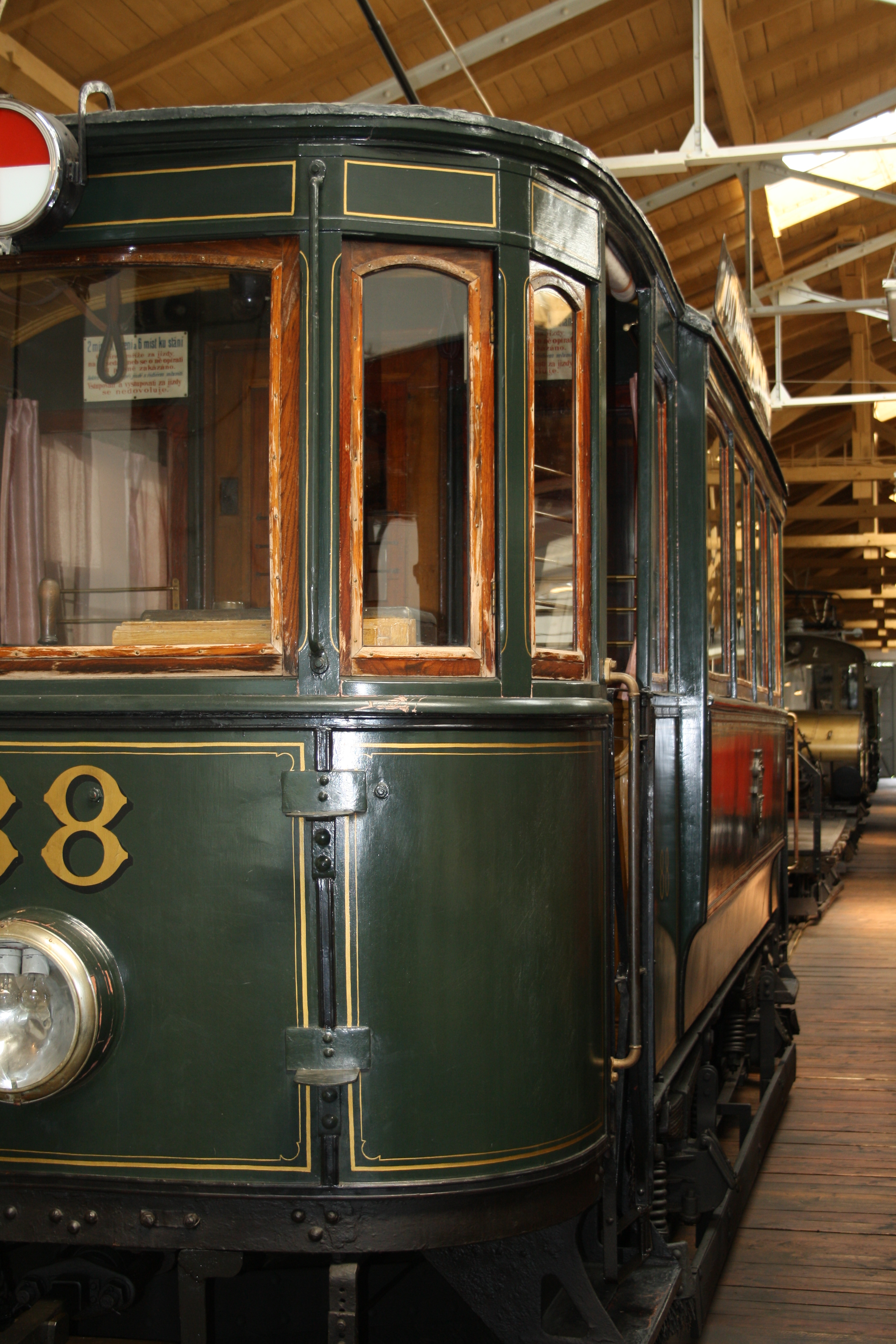
Pevné stupačky na čele motorového vozu 88 (Praha)
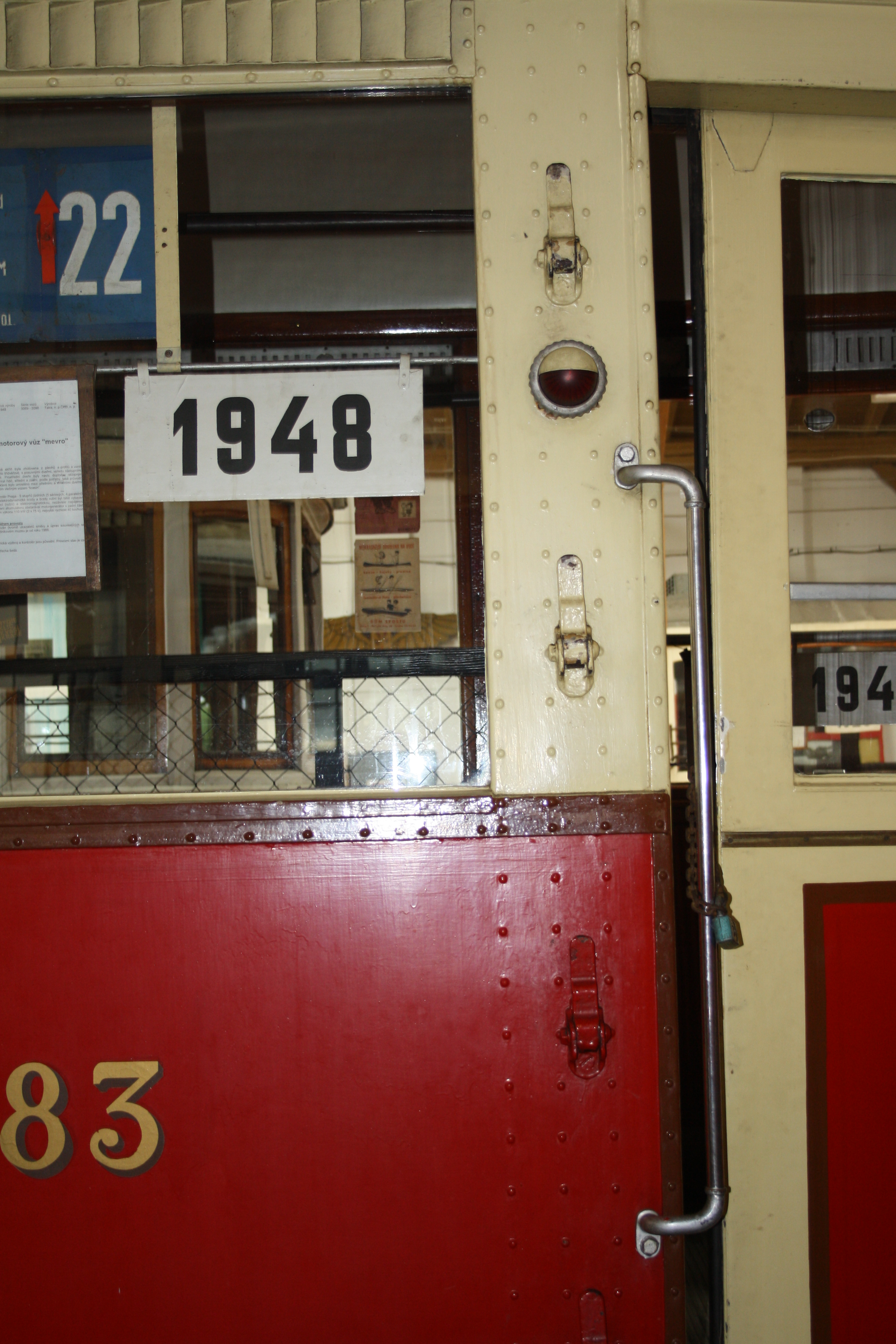
Výklopné stupačky na rámu dveří motorového vozu 3083 „Mevro“ (Praha)
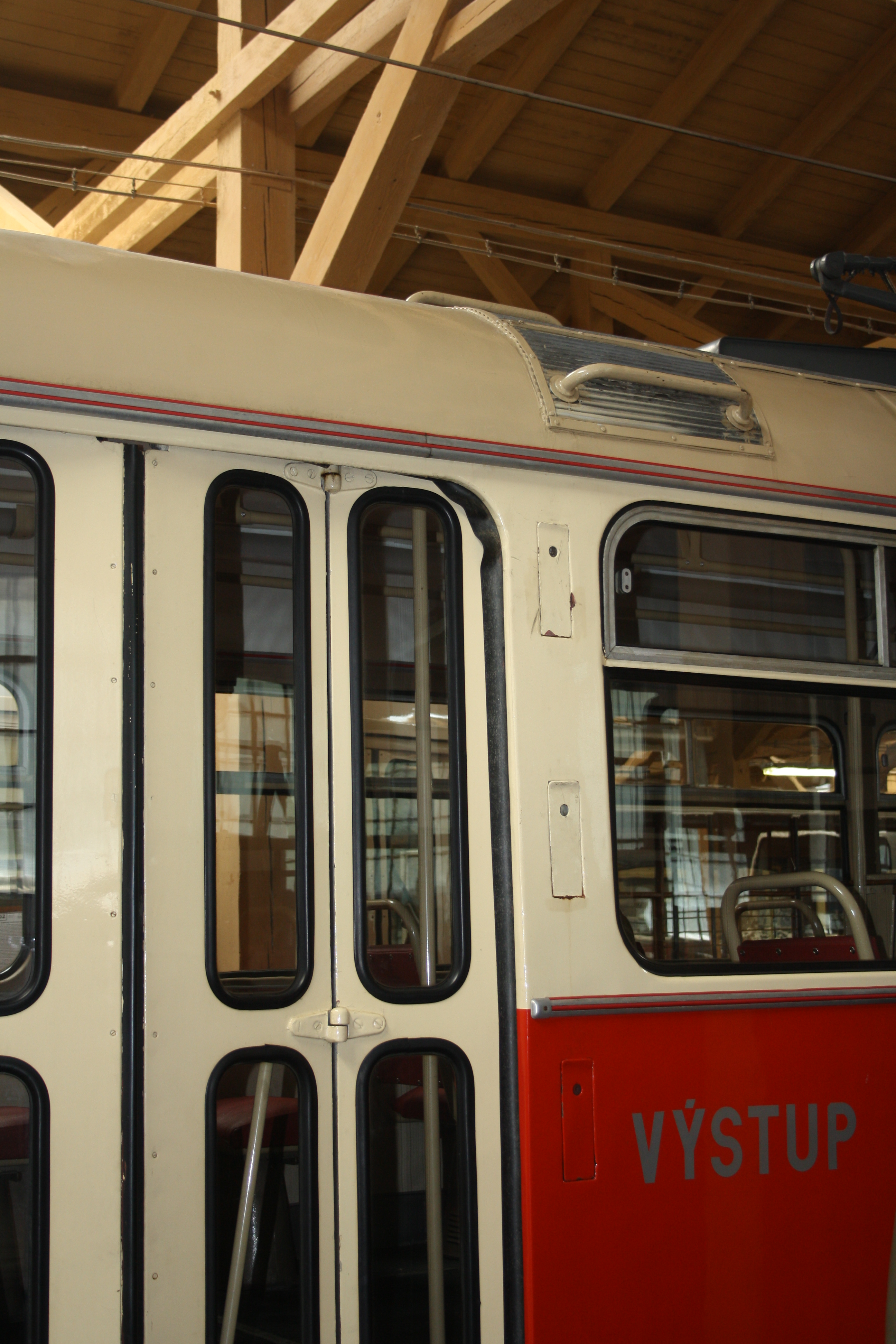
Stupačky s navazujícími madly u dveří tramvaje Tatra T3 (vůz 6149 Praha)
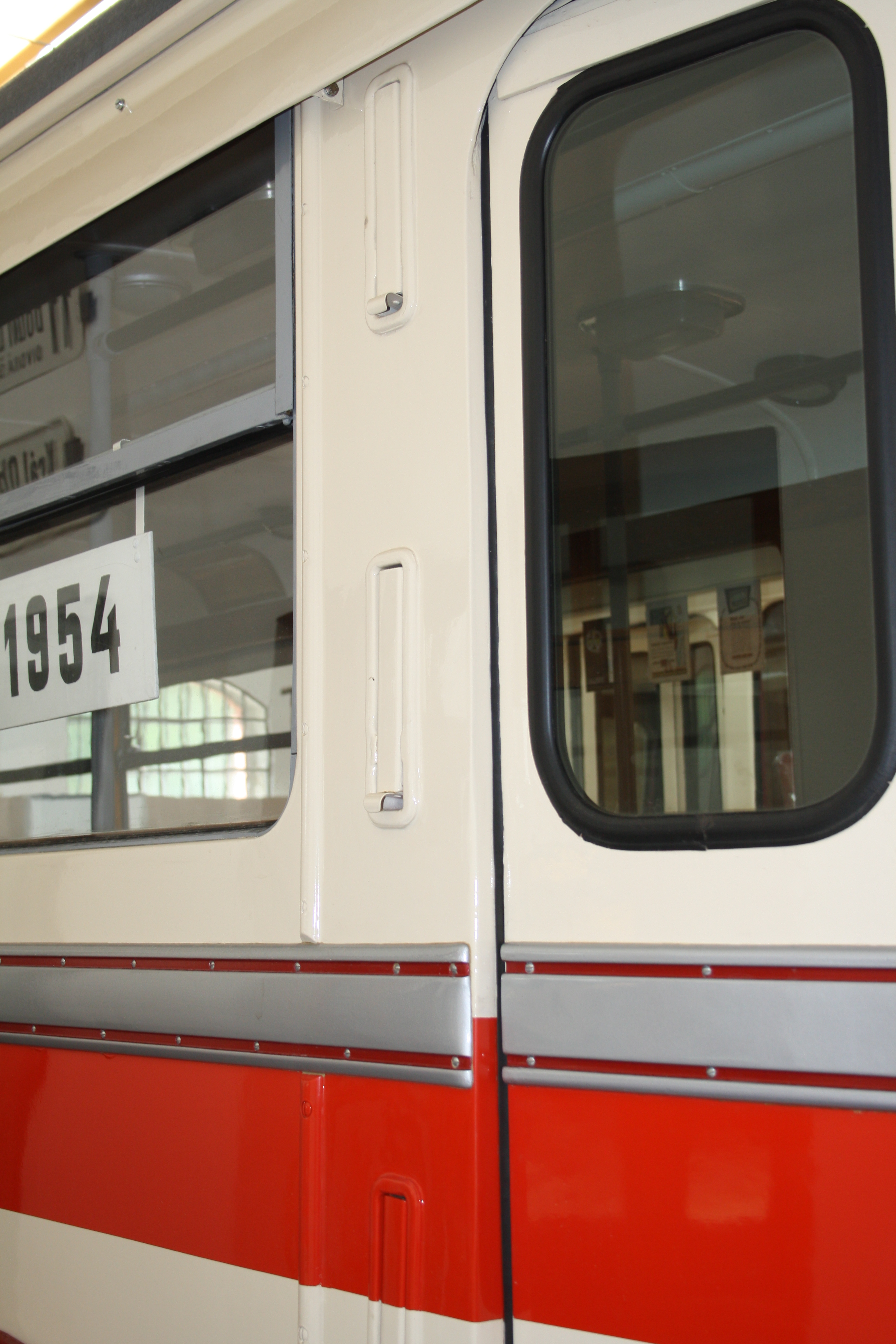
Stupačka na rámu druhých dveří trolejbusu Tatra T 400 (Praha)
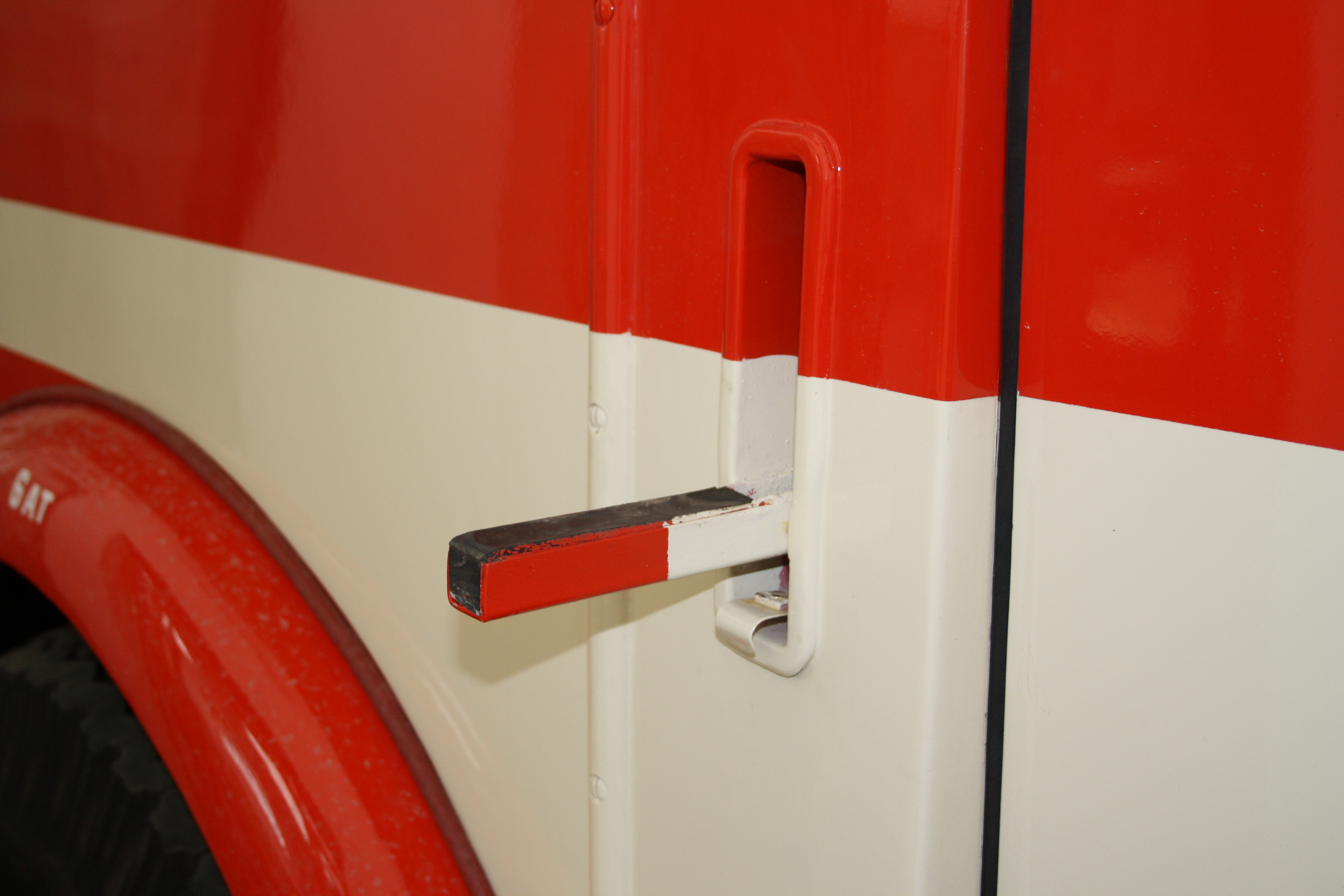
Vyklopená stupačka na rámu dveří trolejbusu Tatra T 400 (Praha)

## Typy dveřních systémů

### Bez dveří
U nejstarších vozidel (koňské, parní i nejstarší elektrické tramvaje) byl pro výměnu cestujících určen jen volný průchod. Dveře zde nebyly. Vozy měly otevřenou nástupní plošinu, nebo v některých případech se nastupovalo zboku do vozidla přímo z ulice, nebyla zde průchozí ulička. Vozidla byla vždy mimo řidiče obsazena průvodčím. Ten v některých případech uzavíral nástupní prostor šňůrou nebo řetízkem, aby vyznačil „uzavření dveří“. Vzhledem k tomu, že se jednalo o vozidla obousměrná, byla uzavřena také ta strana, na kterou se nemělo vystupovat. Ohrožení cestujících při výstupu nebylo velké, tratě v době koňských tramvají bývaly jednokolejné. Řidič takového vozidla měl bez opuštění svého místa jen minimální přehled a vliv na dění v nástupním prostoru. Usměrnění cestujících měl na starosti průvodčí. Obdobná situace byla u obousměrných tramvajových vozidel, vyráběných zhruba do vypuknutí druhé světové války. Vozidla (jak hnací, tak vlečná) měla nástupní plošinu, oddělenou od salónu vozidla samostatnými posuvnými dveřmi. Pro výstup z plošiny na zastávku sloužily ručně ovládané skládací dveře (ty mohly být nahrazeny skládací, tzv. nůžkovou mříží), které bylo možné v otevřeném i uzavřeném stavu zajistit. Vozidla byla především obousměrná, takže na každé plošině byla dvojice dveří umístěných proti sobě. Za běžného provozu byly dveře na straně obrácené k zastávce (chodníku) trvale otevřené a zajištěné v otevřené poloze, dveře na opačné straně zavřené a zajištěné v zavřené poloze. Řidič neměl ze svého místa vliv na situaci u dveří a přehled jen minimální. Organizaci výměny cestujících zajišťoval průvodčí, který mohl také dát zvukový signál řidiči (mechanicky, zvonkem). Koncepce karoserie bez dveří byla použita také u nejstarších autobusů. Podle literatury byl tento způsob nástupu cestujících použit ještě v padesátých letech dvacátého století u autobusů Škoda 706 RO vyvezených do Egypta.

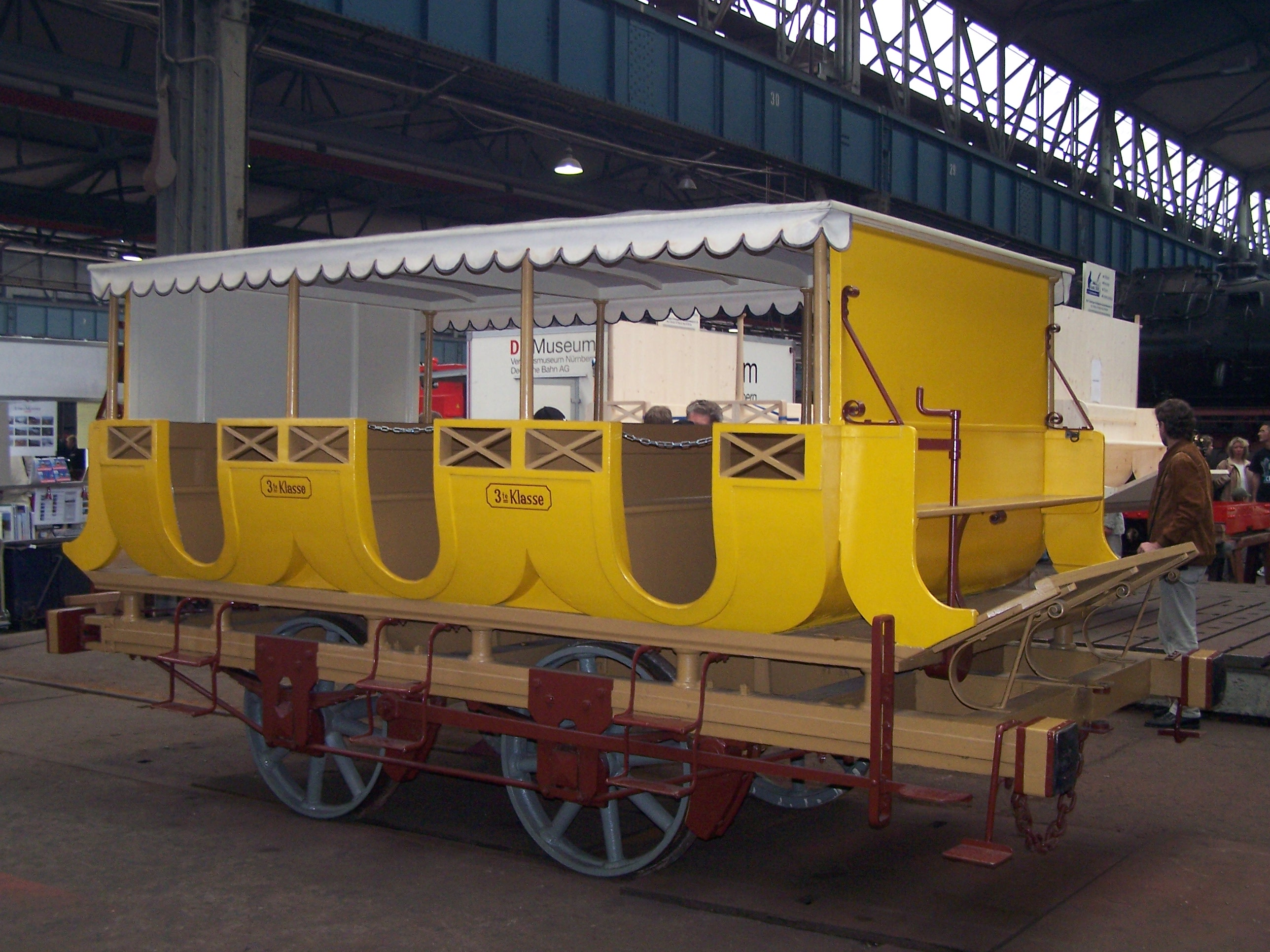
Replika železničního vozu bez dveří
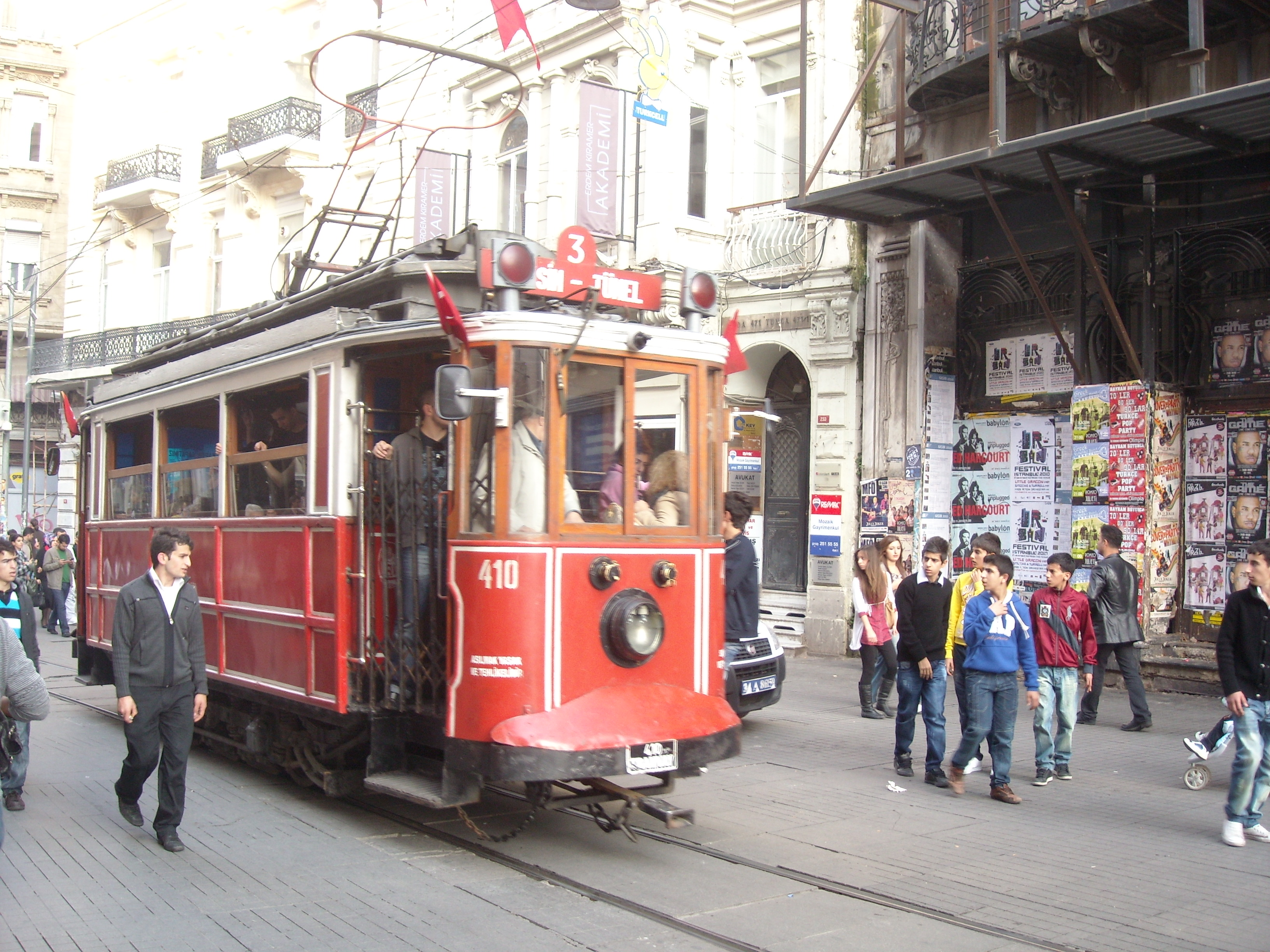
Istanbulská tramvaj s mříží místo dveřních křídel
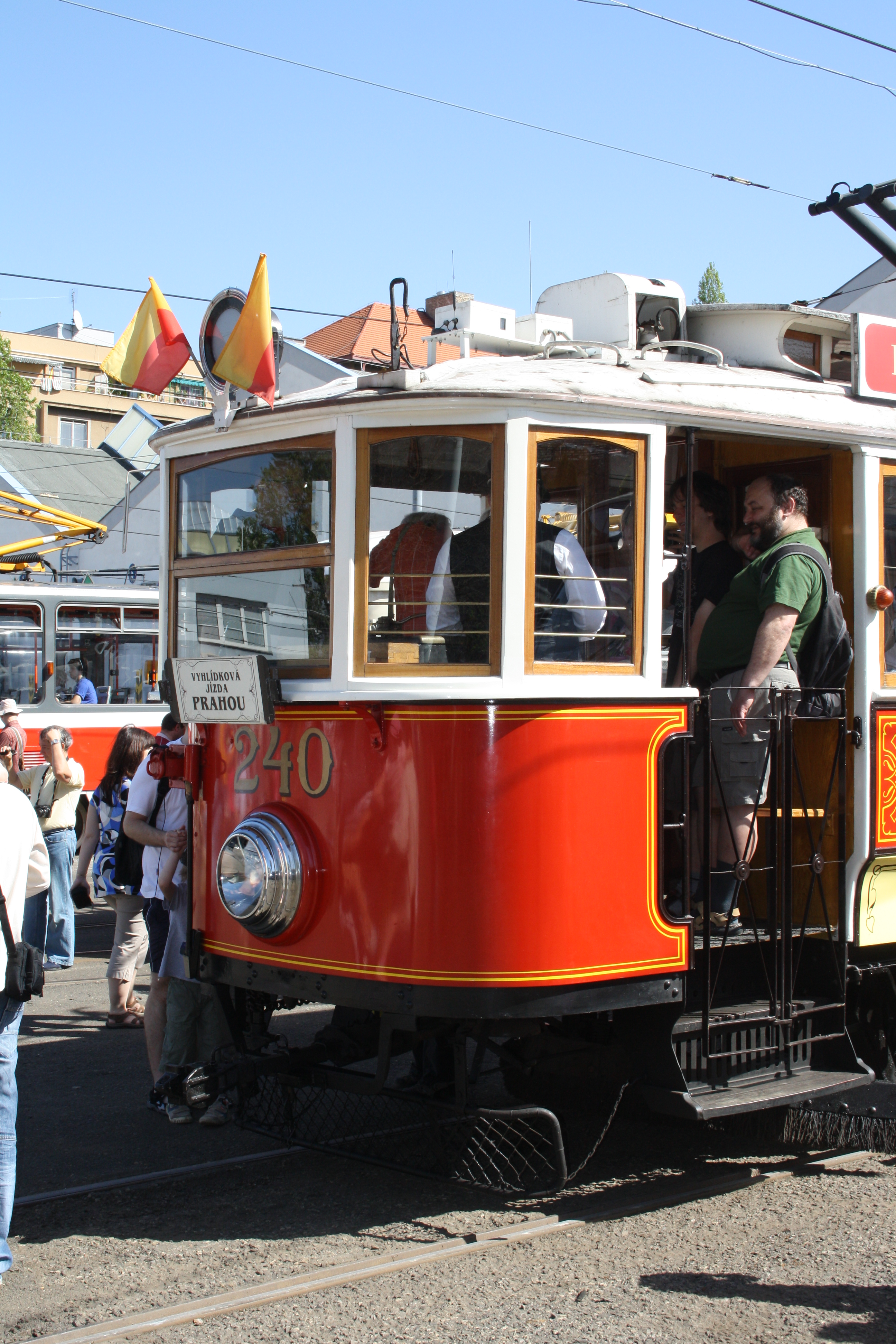
Pražský motorový vůz s mříží místo dveřních křídel
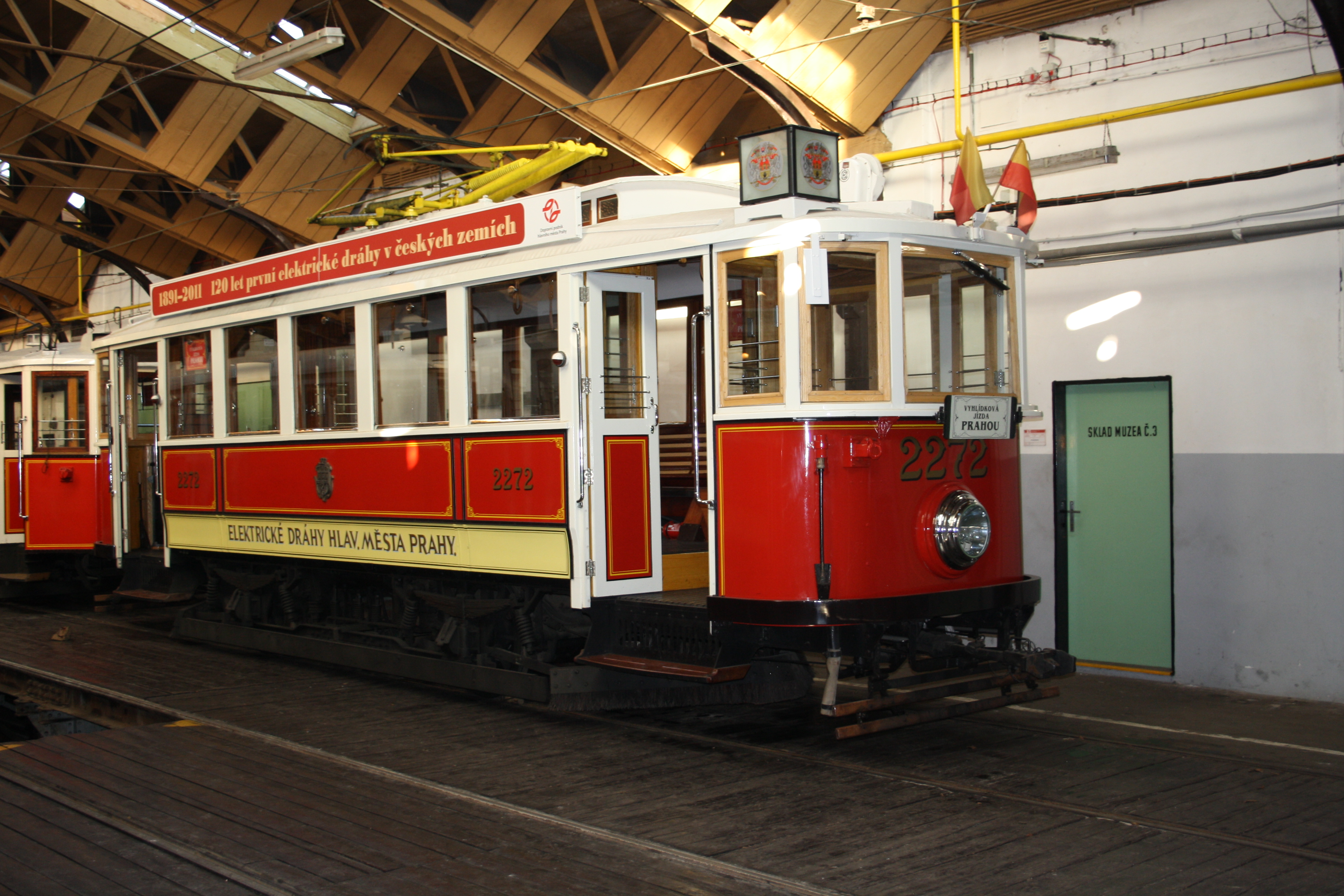
Pražský motorový vůz s ručně ovládanými skládacími dveřmi (zde zajištěny v otevřené poloze

### Bouchací dveře
Jednokřídlé dveře, konstrukčně obdobné dveřím kabin nákladních automobilů, používané především u autobusů a autobusových vleků. Dveře jsou vybaveny klikou a zamykacím mechanismem, otevírají se ven, mimo vozidlo, po směru jízdy (panty jsou vpředu po směru jízdy, u některých nákladních automobilů se dveře otevíraly opačným směrem). Dveře ovládali samotní cestující ručně. Bezprostředně za dveřmi je schůdek (několik schůdků) vzhůru do vozidla. Nástupní prostor je zpravidla vybaven přídavným osvětlením. Řidič neměl na funkci dveří vliv, mohla být instalována signalizace otevřených dveří od dveřního kontaktu na kontrolní světlo umístěné na přístrojové desce. V blízkosti dveří (zevnitř vozidla) mohlo být v blízkosti dveří umístěno signalizační tlačítko. Tlačítkem dávali cestující řidiči signál – požadavek na výstup. Přehled o dění u dveří měl řidič hlavně zpětným zrcátkem, u modernějších autobusů (cca od šedesátých let dvacátého století) byly tyto dveře umístěny před přední nápravou autobusu, tedy přímo u pracoviště řidiče. Vozidla, používající tento typ dveří byla tzv. vysokopodlažní, kolizi otevřených dveří a nástupního ostrůvku nebylo třeba řešit. Po uzavření tyto dveře lícují s vnějším povrchem karoserie vozidla, i když bok vozidla není svislý, ale profilovaný (zaoblená karoserie autobusů Škoda 706 RTO). U nejstarších vozidel byla konstrukce dveří z tvrdého dřeva, oplechovaná. Dveře byly obvykle vybaveny oknem, jehož zasklení bylo do pryžových těsnicích profilů. Obdobný typ dveří je využíván také u přepravníků osob.

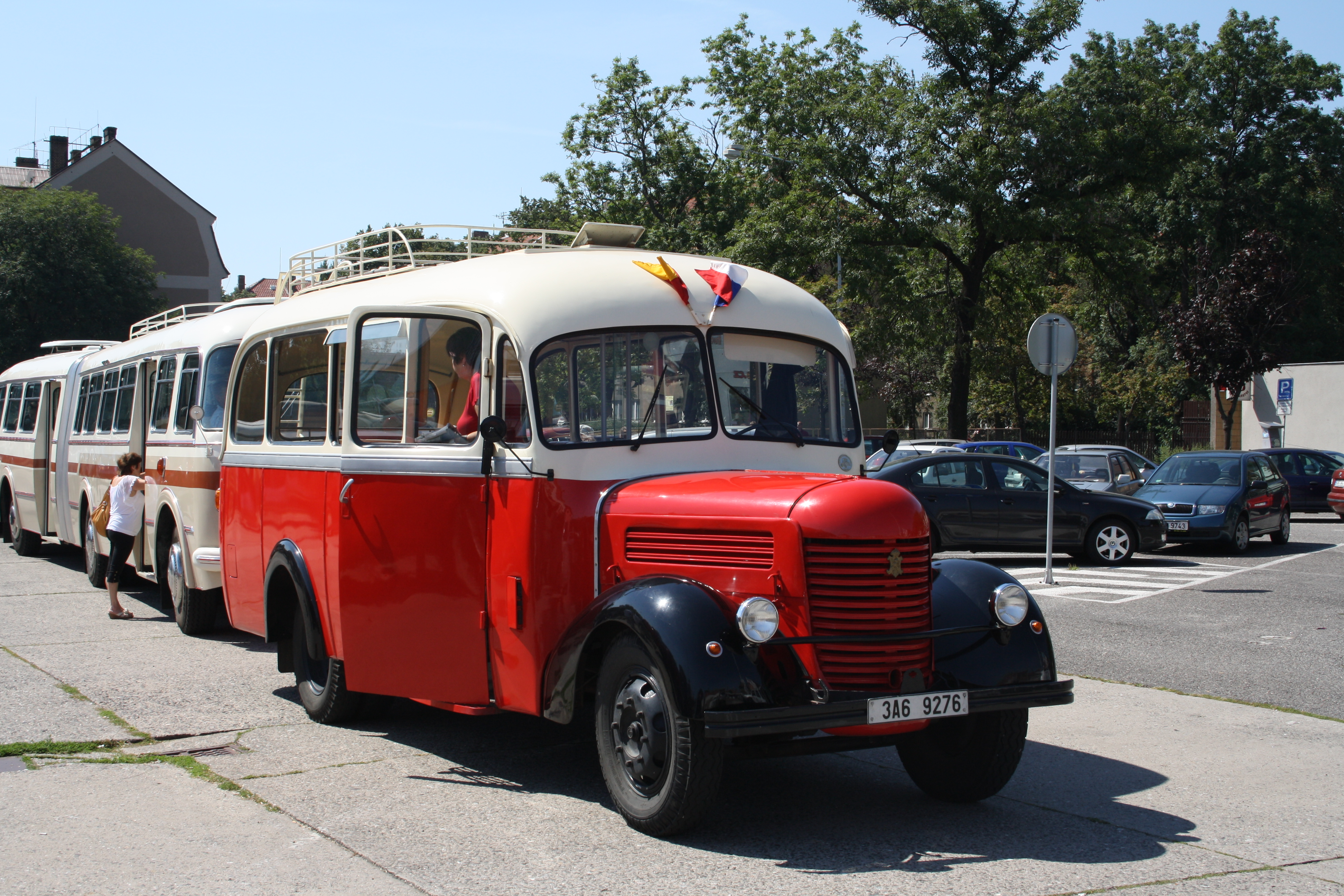
Bouchací dveře autobusu Praga RND
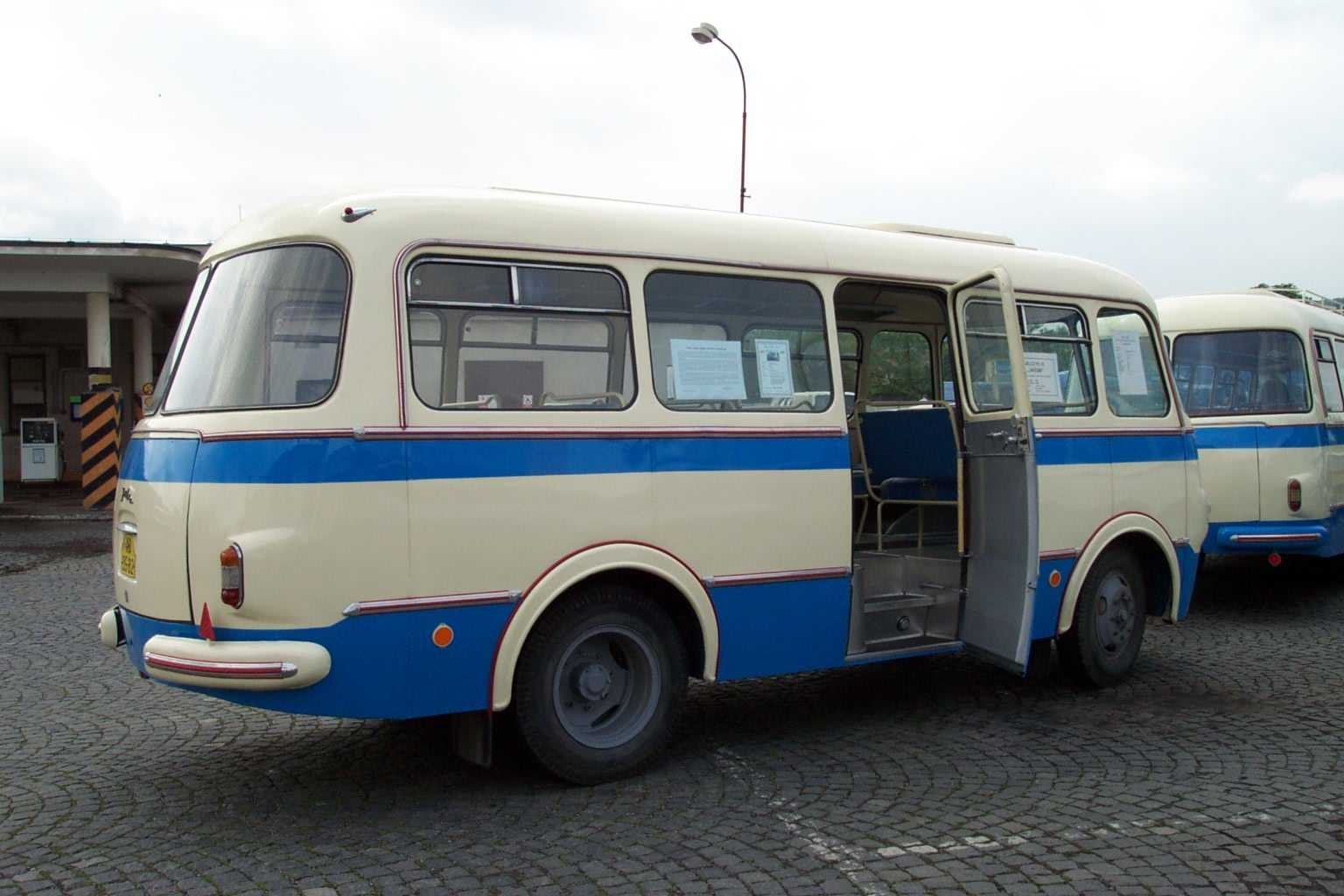
Dveře autobusového přívěsu Jelcz P01E
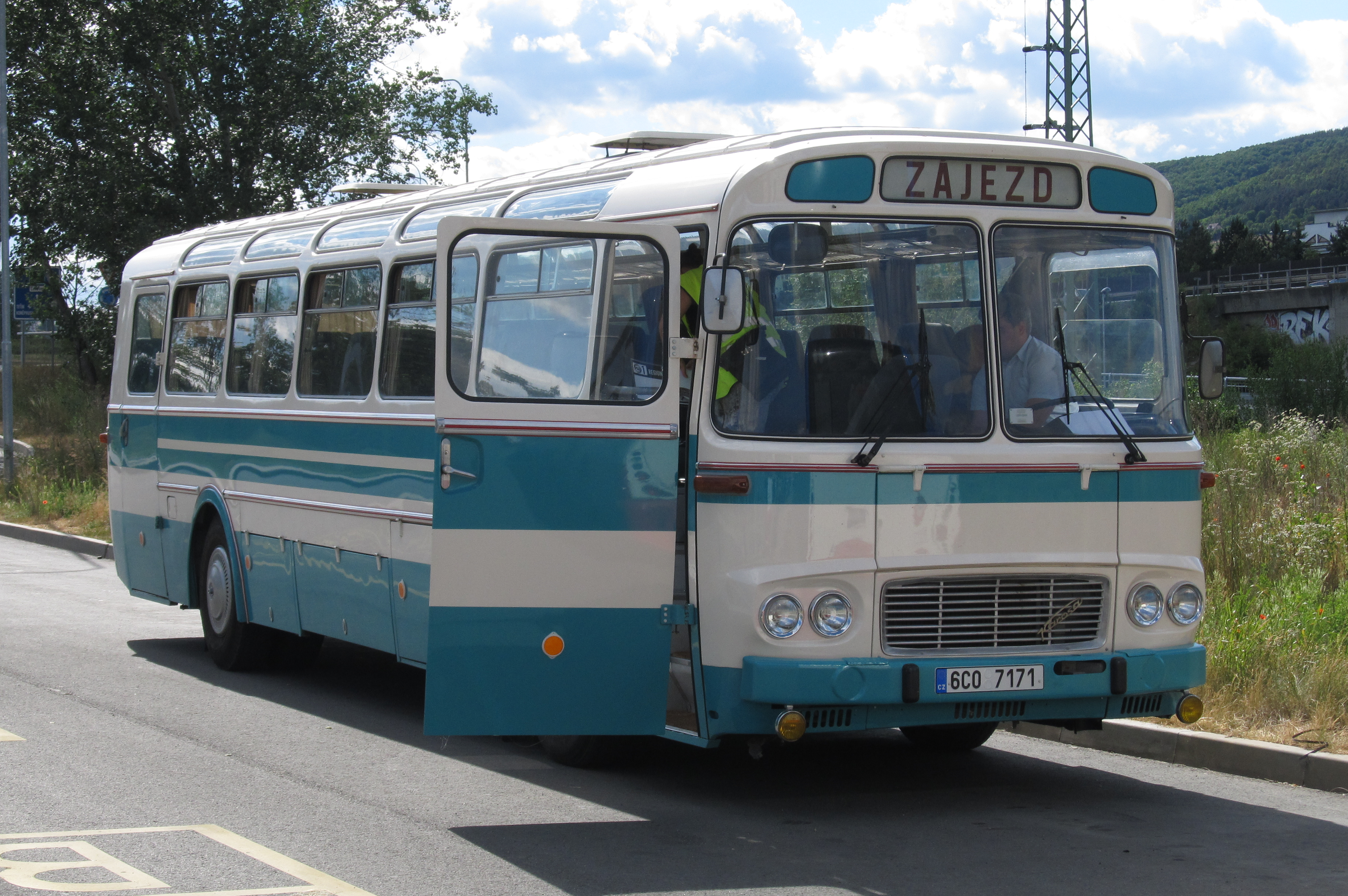
Autobus Karosa ŠD 11 s bouchacími dveřmi
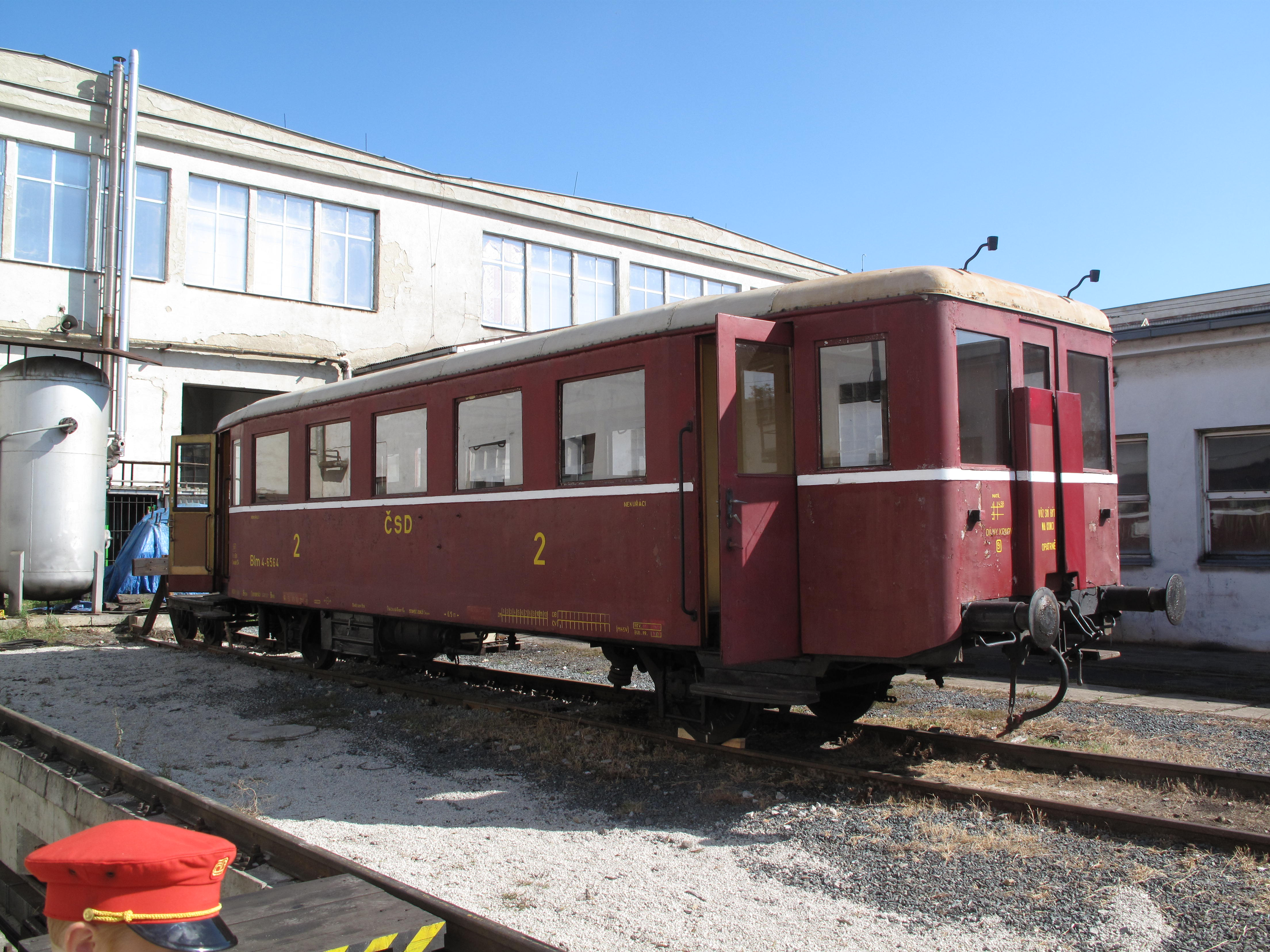
Bouchací dveře na osobním železničním voze
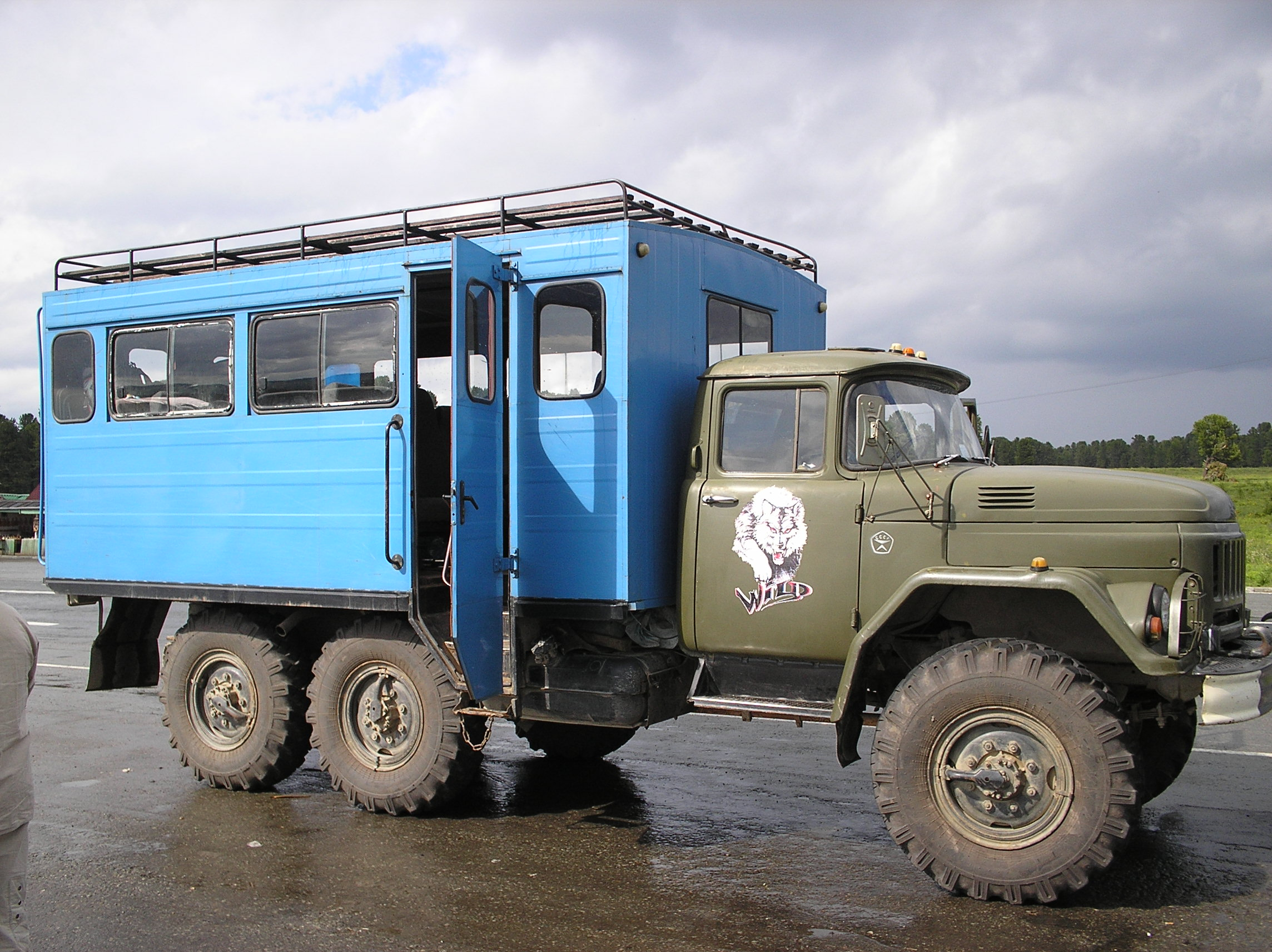
Přepravník osob na podvozku ZIL-131

### Posuvné dveře
Dveře, posunující se po boku vozidla, nebo zasouvaná do stěny vozidla. Dveře vykonávají pouze přímočarý pohyb. Pohyb dveří zajišťuje dveřní mechanismus, například pneumatický válec. Spuštění otevíracího (zavíracího) mechanismu ovládá řidič ze svého stanoviště. Dveře mohou být vybaveny systémem poptávkového otevírání. Řidič může otevřít dveře i bez požadavku od cestujícího – například na konečné zastávce otevře řidič všechny dveře. Ovládání musí být uspořádáno tak, aby zásah řidiče byl nutný vždy (mimo havarijní situace). K vyslání požadavku na otevření má cestující k dispozici tlačítko jak na vnitřní, tak na vnější straně dveří. Prostor dveří je dodatečně nasvětlen a vybaven výstražnými světly. Pro signalizaci mohou být vestavěny signalizační LED i do samotného tlačítka. Otevření i uzavření každých jednotlivých dveří je signalizováno řidiči vozidla. Posuvné dveře, pohybující se po vnějším plášti vozidla jsou nevýhodné tím, že vyčnívají z obrysu vozu a je obtížné je účinným způsobem utěsnit proti vnikání proudu vzduchu a nečistot. Příkladem takových dveří jsou dveře souprav londýnského metra. Dveře zasouvané do boční stěny vozidla vyžadují takovou tloušťku stěny, do které je možné dveře skrýt. Takto jsou konstruovány dveře u starších vozů pražského metra a srovnatelných vozů stejného výrobce (Strojírna Mytišči, Ruská federace). Výhodou posuvných dveří je možnost odsunout dveřní křídla zcela mimo průchozí otvor tak, že žádná část dveří, ani dveřního mechanismu do průchodu nezasahuje.

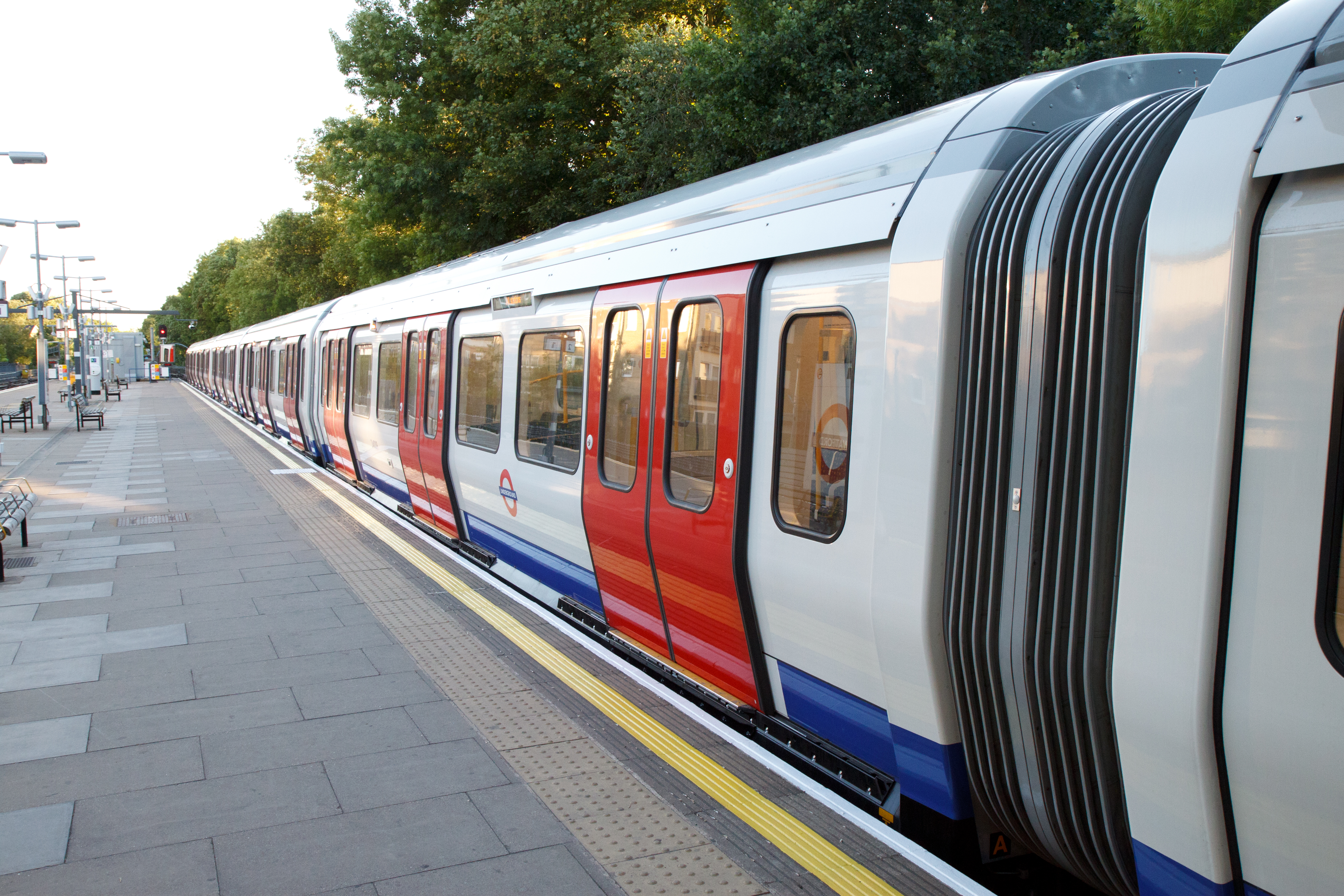
Posuvné dveře na soupravě londýnského metra; dveře se posouvají po vnějším plášti vozidla
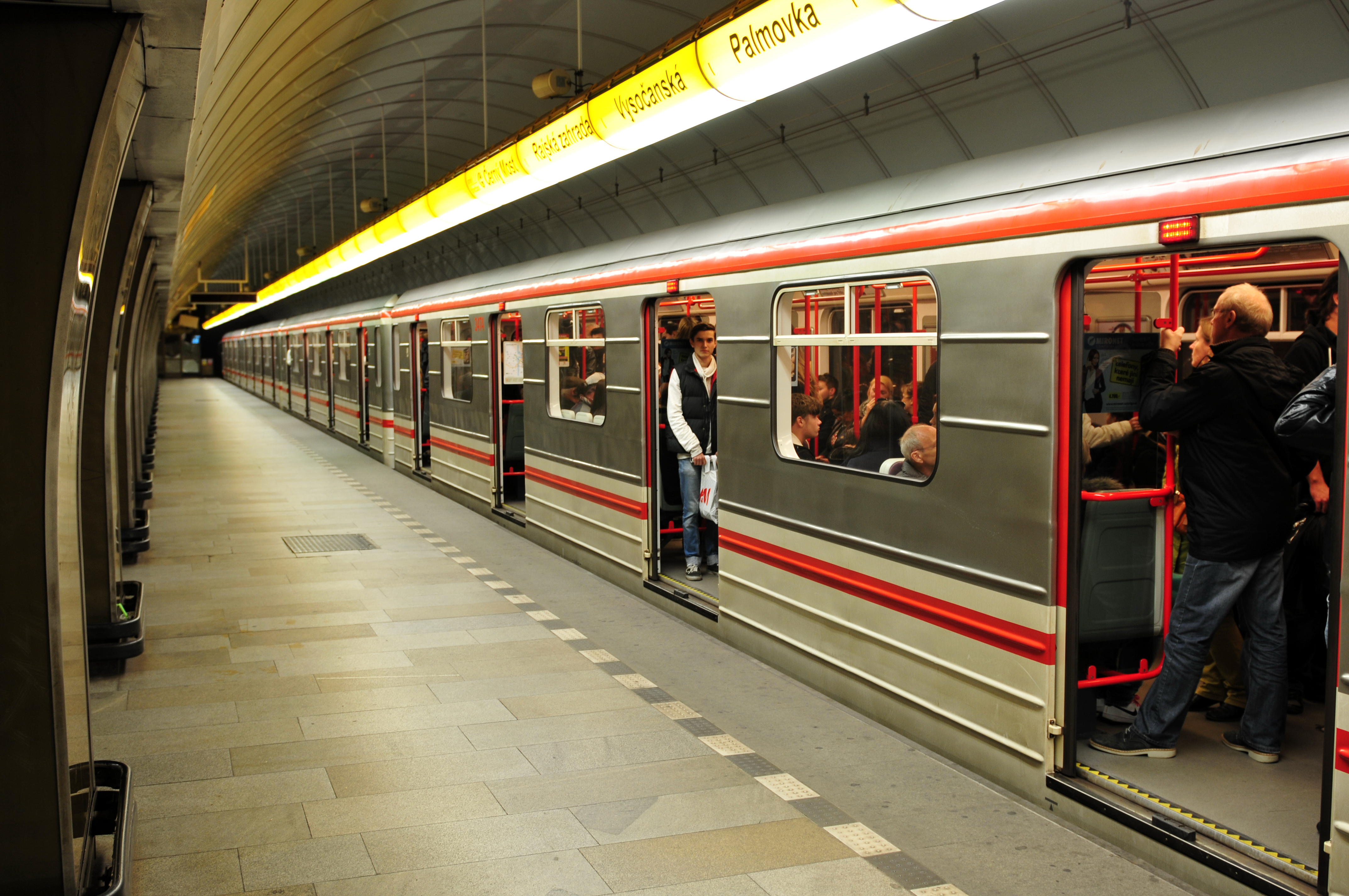
Posuvné dveře na soupravě pražského metra typu 81-71M se zasouvají do stěny vozidla

### Skládací dveře
Dveřní křídla se skládají do boku průchozího otvoru a tak ho v otevřeném stavu zužují. Běžná jsou provedení dvoukřídlé a čtyřkřídlé. Dveře jsou nejčastěji symetricky rozdělené, takže na každou stranu dveřního průchodu se skládá polovina dveří. Přesto existovaly dveře dvoukřídlé, kde se ale obě křídla skládala na jednu stranu (prakticky šlo o polovinu čtyřkřídlých dveří) nebo tříkřídlé dveře, dělené v poměru 2 + 1 (přední dveře autobusu Karosa ŠM 11). Tato konstrukce dveří byla běžná u vysokopodlažních vozidel pro hromadnou dopravu osob, konstruovaných po druhé světové válce až do doby, než se prosadily tzv. dveře předsuvné. Skládací dveře jsou ovládány výhradně osádkou vozidla, u vozidel vybavených stanovištěm průvodčího byly ovládány z tohoto stanoviště, u vozidel bez stanoviště průvodčího z pracoviště řidiče. Dveře mohly být ovládány jak jednotlivě, tak najednou. Prostor dveří byl dodatečně osvětlen, vybaven tlačítkem signalizace k řidiči, tlačítkem nouzového zastavení a světelnou signalizací uzavření uvnitř i vně. Každé jednotlivé dveře byly vybaveny také zvukovou signalizací před uzavřením. Rekonstruovaná vozidla (například různé modernizované varianty tramvají T3) mají dodatečně instalován systém poptávkového otevírání dveří. Pohonný mechanismus dveří je zpravidla umístěn ve skříni umístěné nad dveřním otvorem. Dveře jsou zpravidla vedeny pouze v horní části, spodní část je naváděna jen trnem na hraně dveřního křídla do tvarovaných zarážek (smeků). Nevýhodou tohoto systému je, že složená křídla dveří zužují průchozí otvor. U starších vozidel (autobusy Škoda 706 RO) se křídla skládala tak, že vnější plocha dveří zůstala vnější i po složení křídel dveří. Případné znečištění vnější strany dveří se tak snadno přenášelo na oděv cestujících. Dále také bylo obtížné montovat na dveře madla pro usnadnění nástupu po schodech, které se nacházely přímo za dveřmi. V pozdějších konstrukcích (autobusy Škoda 706 RTO, tramvaje Tatra T3) už byl smysl skládání dveří opačný. Po složení dveří zůstala na bocích průchozího otvoru vnitřní plocha dveří, na které také byla namontována madla. Skládací dveře jsou běžně prosklené, skla jsou upevněna v gumovém profilu. Křídla těchto dveří jsou typicky zcela rovná, což při zaoblení karoserie vytváří charakteristickou niku (výklenek) v boku karoserie.

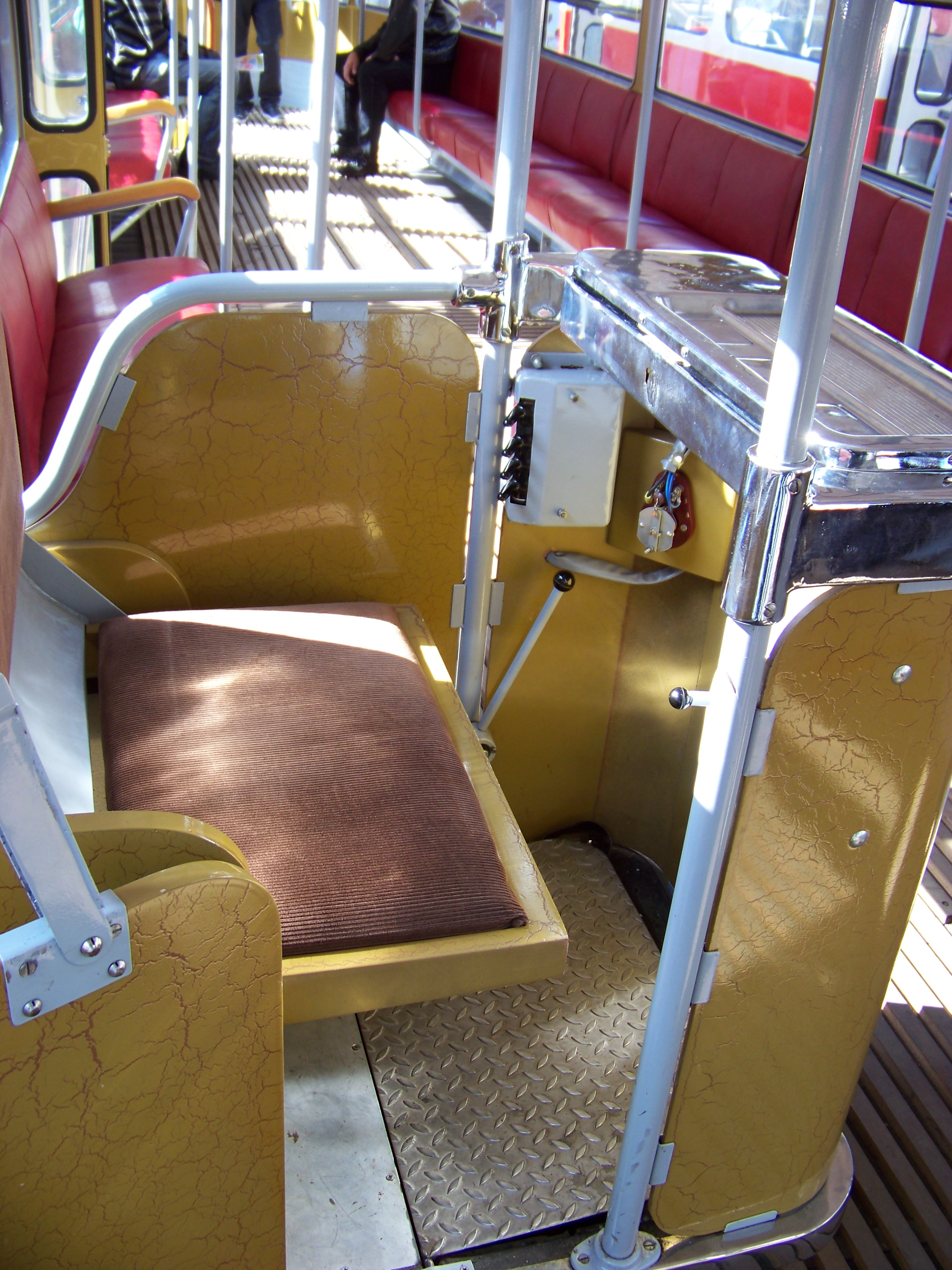
Stanoviště průvodčího v tramvaji Tatra T1; vlevo jsou umístěny přepínače pro ovládání dveří
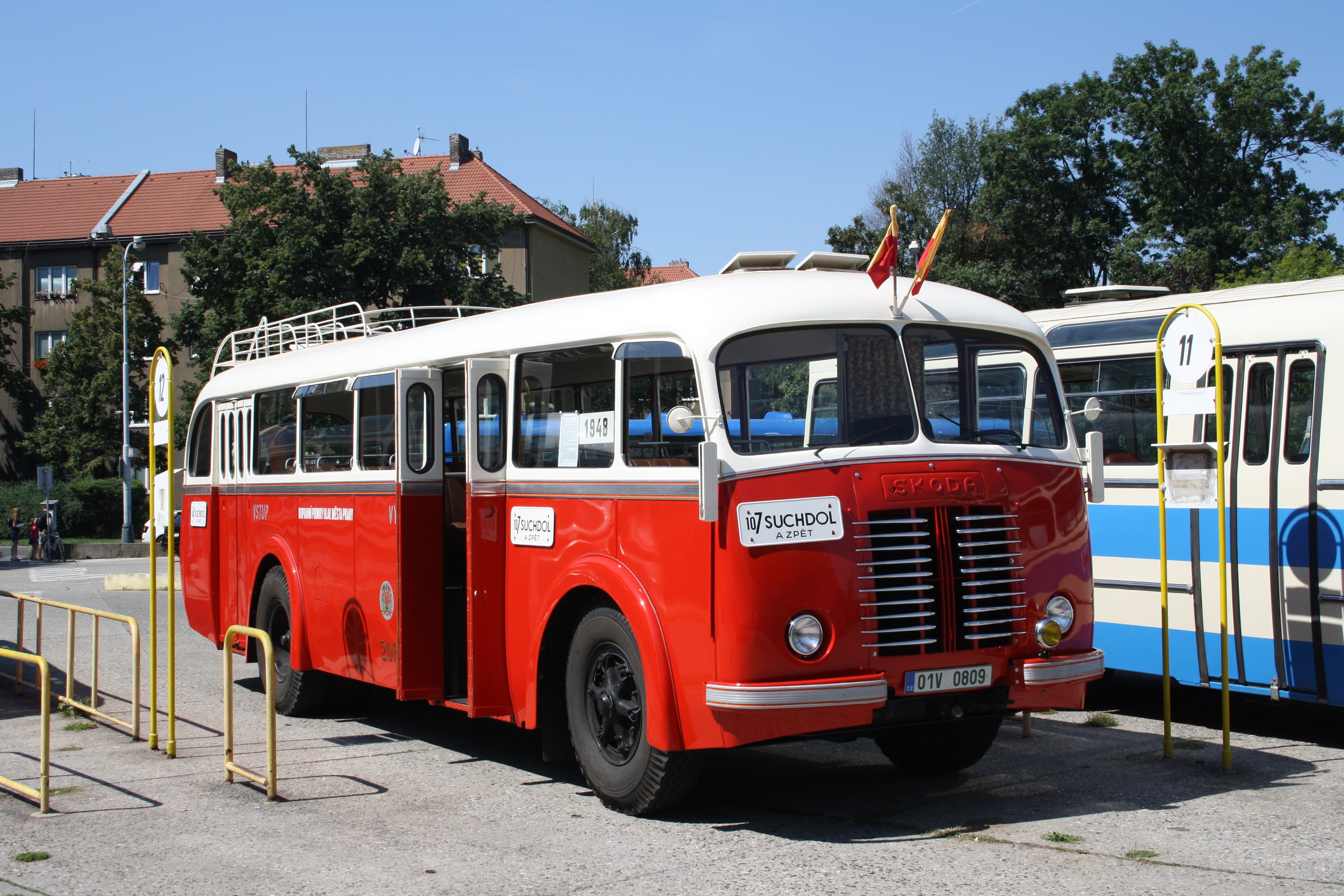
Skládací dveře autobusu Škoda 706 RO se skládaly směrem ven z obrysu karoserie, v zavřeném stavu vytvářejí typickou niku v bočnici karoserie
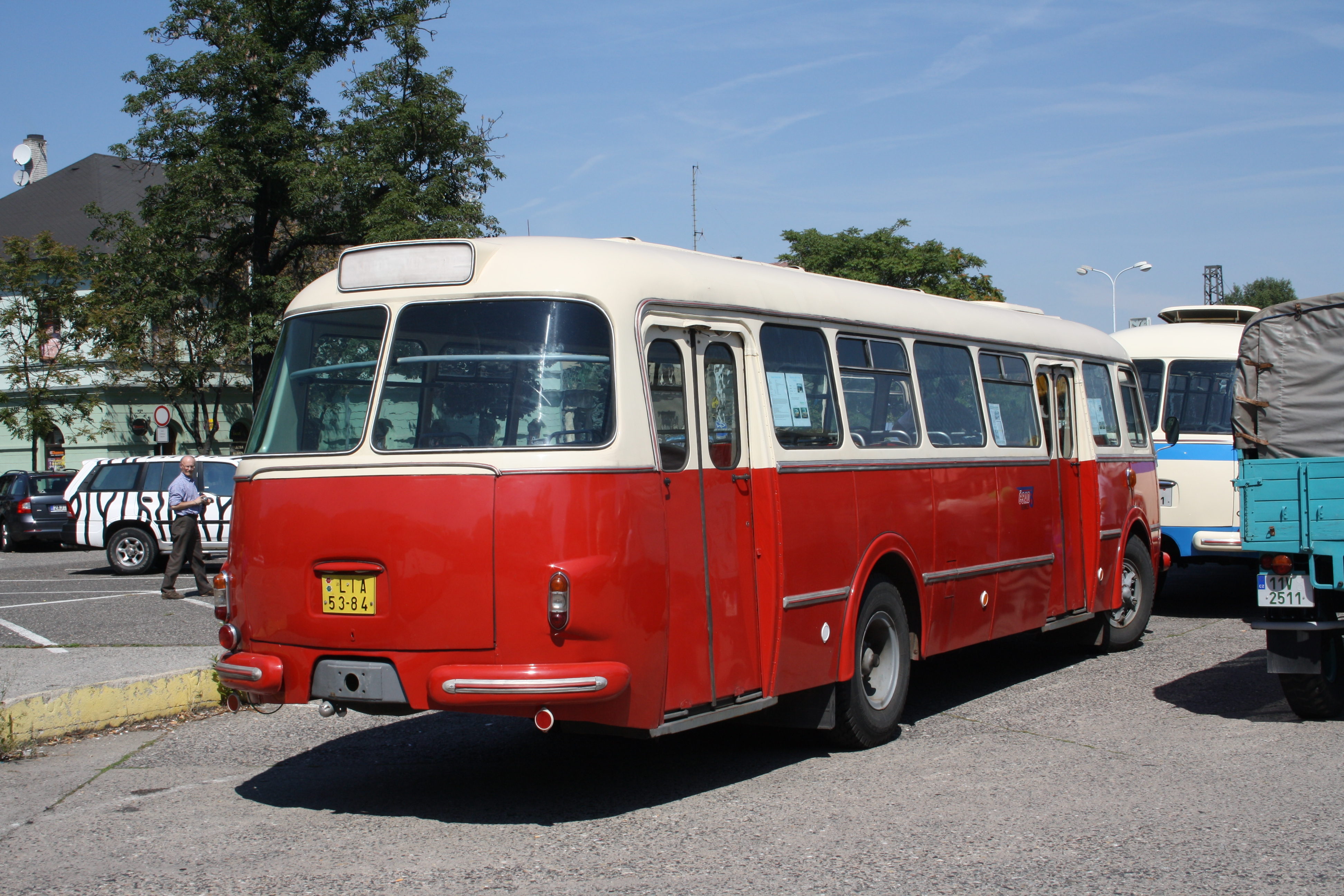
Dvoudílné skládací dveře autobusu Škoda 706 RTO
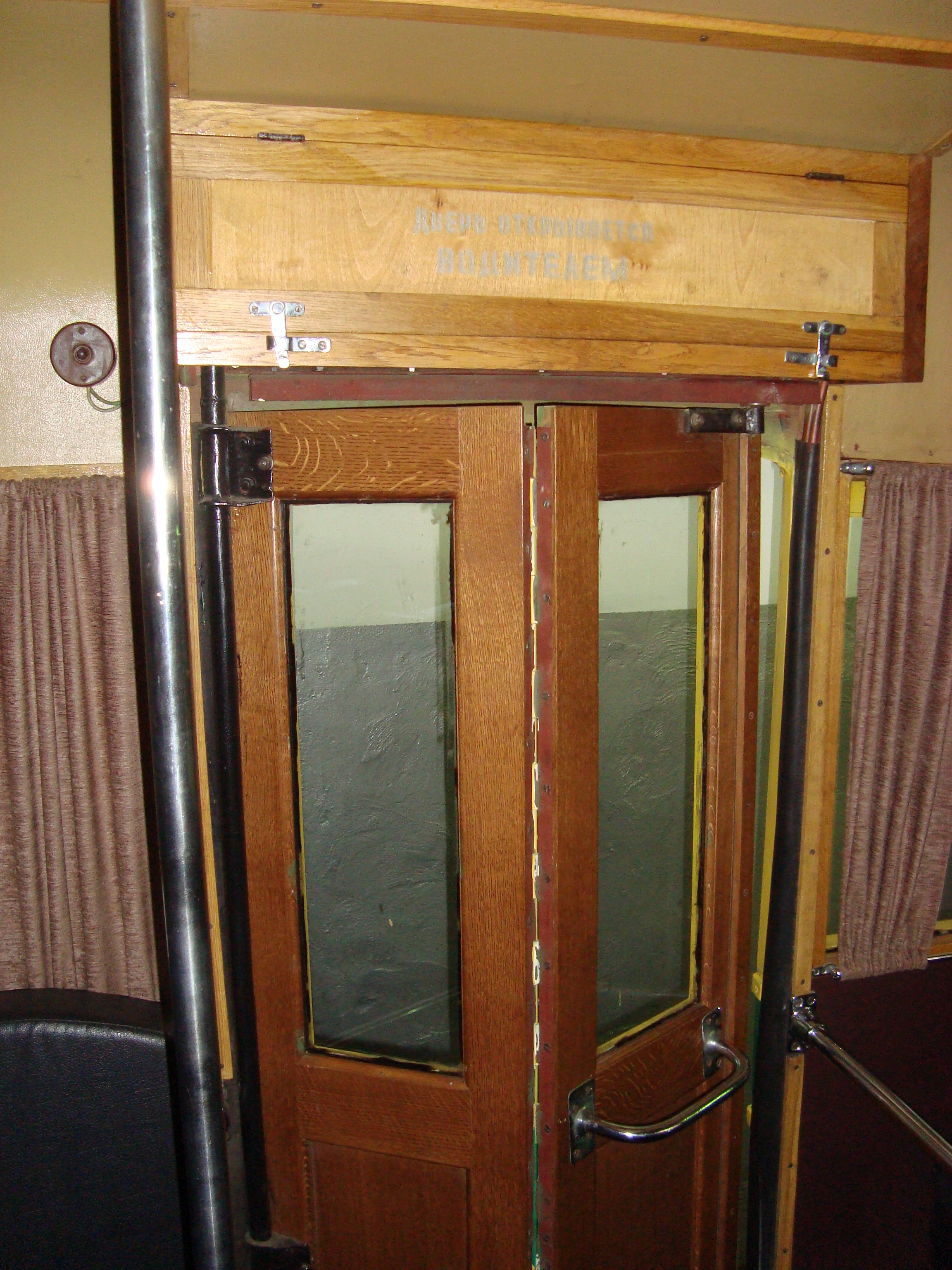
Asymetrické dvoudílné dveře se skládají k jedné straně
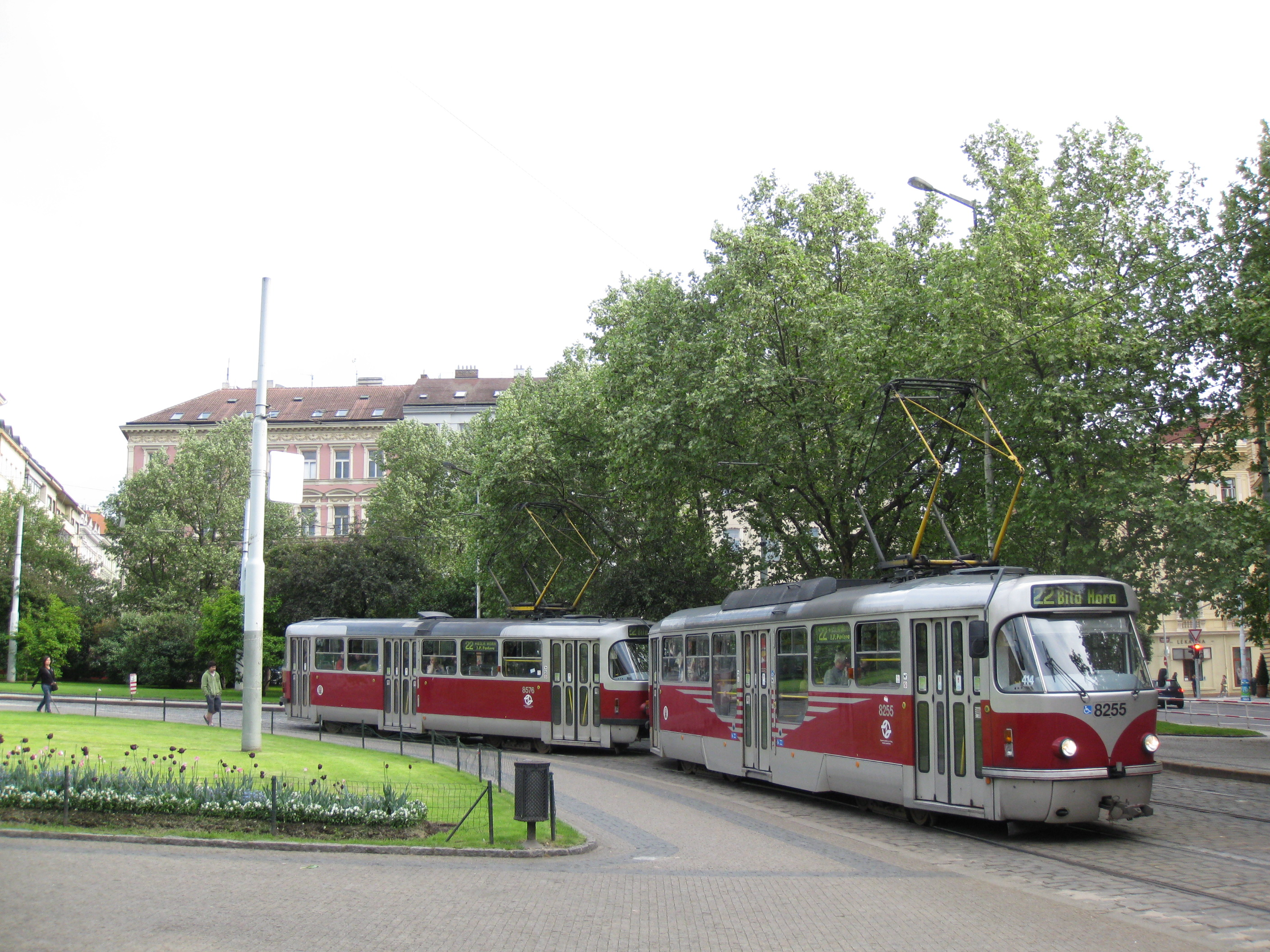
Čtyřdílné skládací dveře u pražské tramvaje T3R.PLF

### Předsuvné dveře
Dveře jednokřídlé nebo dvoukřídlé, pákový mechanismus vysune křídla dveří mimo obrys boku vozidla a zasune je souběžně se stěnou vozidla. Křídla otevřených dveří jsou vysouvána zcela mimo vozidlo, tomu musí být přizpůsobena výška nástupních ostrůvků. Do dveřního průchodu ale u některých konstrukcí zasahuje dveřní pohon (pneumatický válec, pákový mechanismus). Dveřní křídla jsou konstruována jako kovový rám, okenní skla jsou utěsněna gumovým profilem nebo lepená. Tvar dveří může být libovolný, zavřené dveře lícují s tvarem boku vozu. Otevírání dveří ovládá ze svého pracoviště řidič (strojvedoucí), dveře jsou až na výjimky vybaveny poptávkovým otevíráním. Tlačítka otevírání dveří mohou být montována jak na konstrukci vozidla, tak přímo na křídlech dveří. V prostoru dveří může být instalováno veškeré obvyklé vybavení: tlačítko poptávkového otevírání, tlačítko znamení k řidiči pro zastavení, dodatečné osvětlení, světelná i zvuková signalizace uzavírajících se dveří, plošina pro vozíčkáře. V prostoru dveří může být umístěn hlasový komunikátor a kamera sledovacího systému.

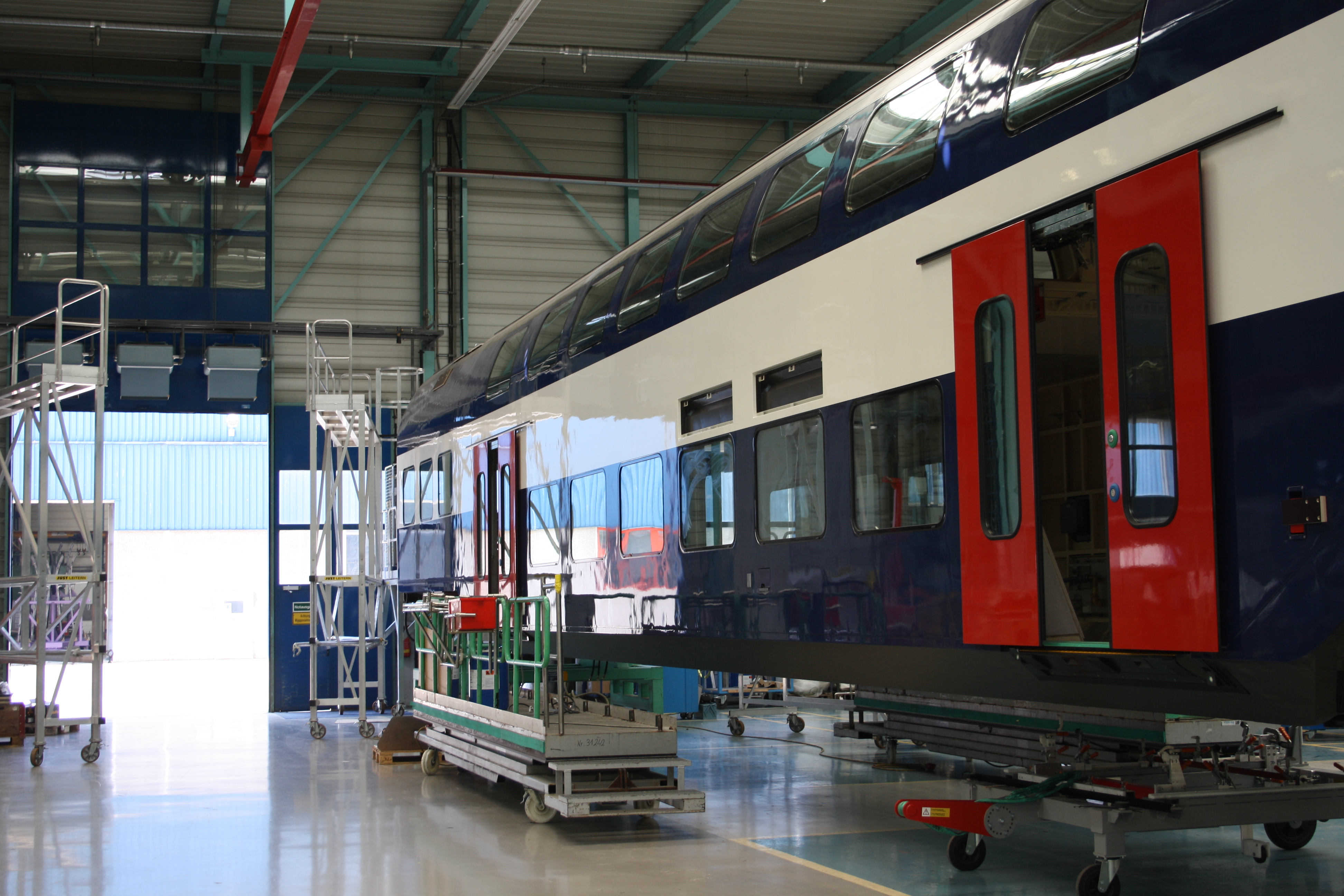
Předsuvné dveře na osobním železničním voze, nedokončený vůz ve výrobní hale
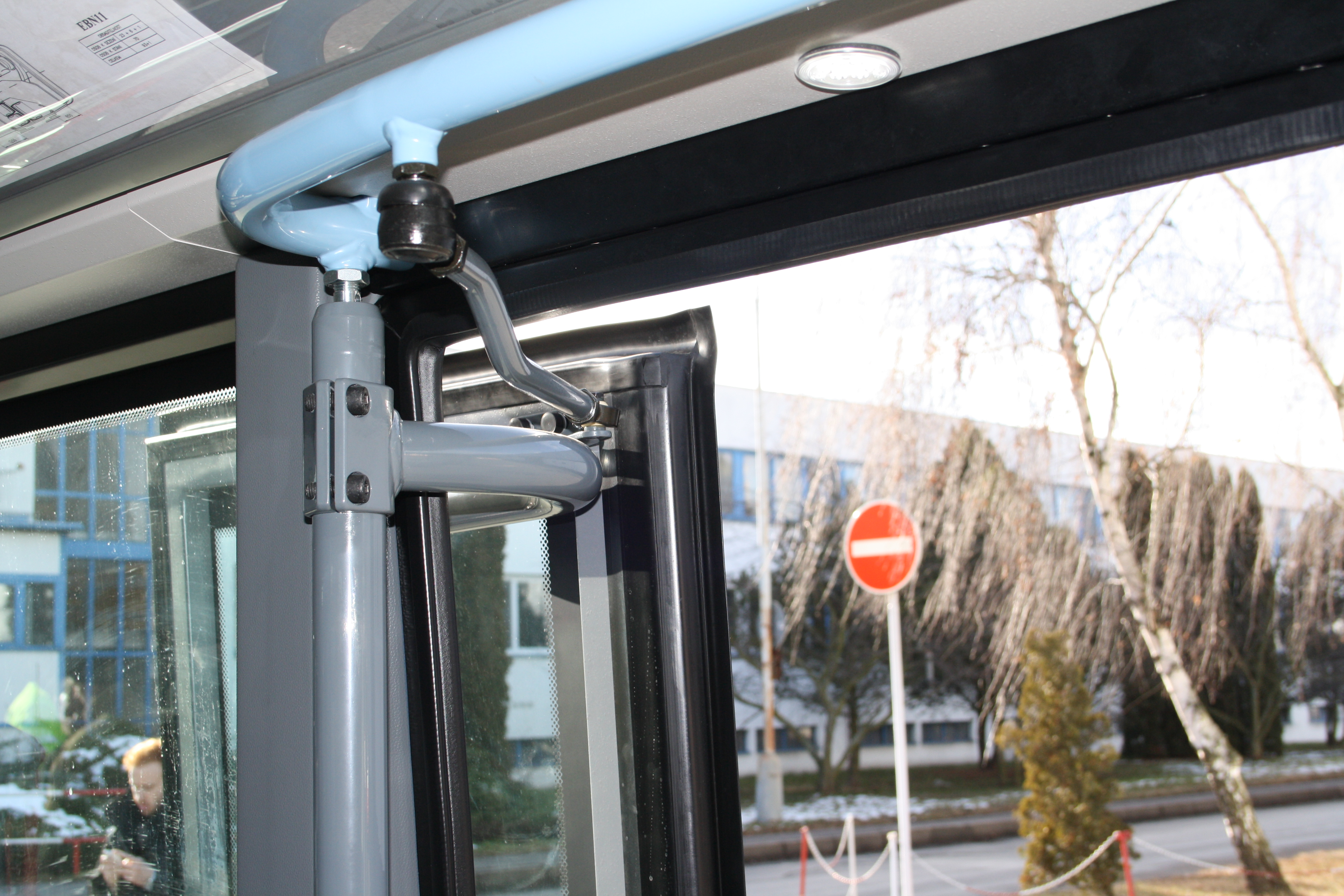
Mechanika předsuvných dveří – horní díl (elektrobus SOR EBN 8)
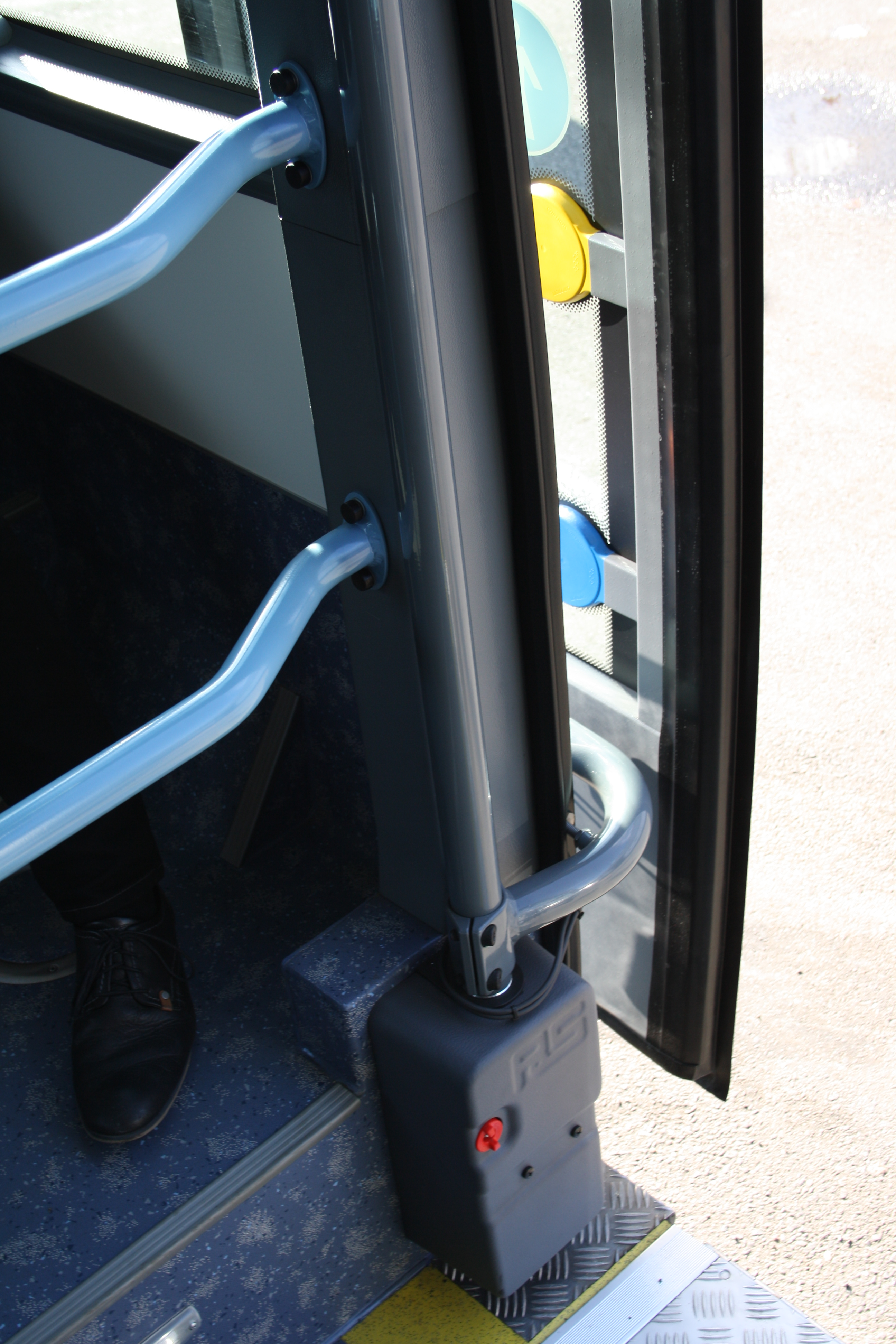
Mechanika předsuvných dveří – dolní díl (elektrobus SOR EBN 8)
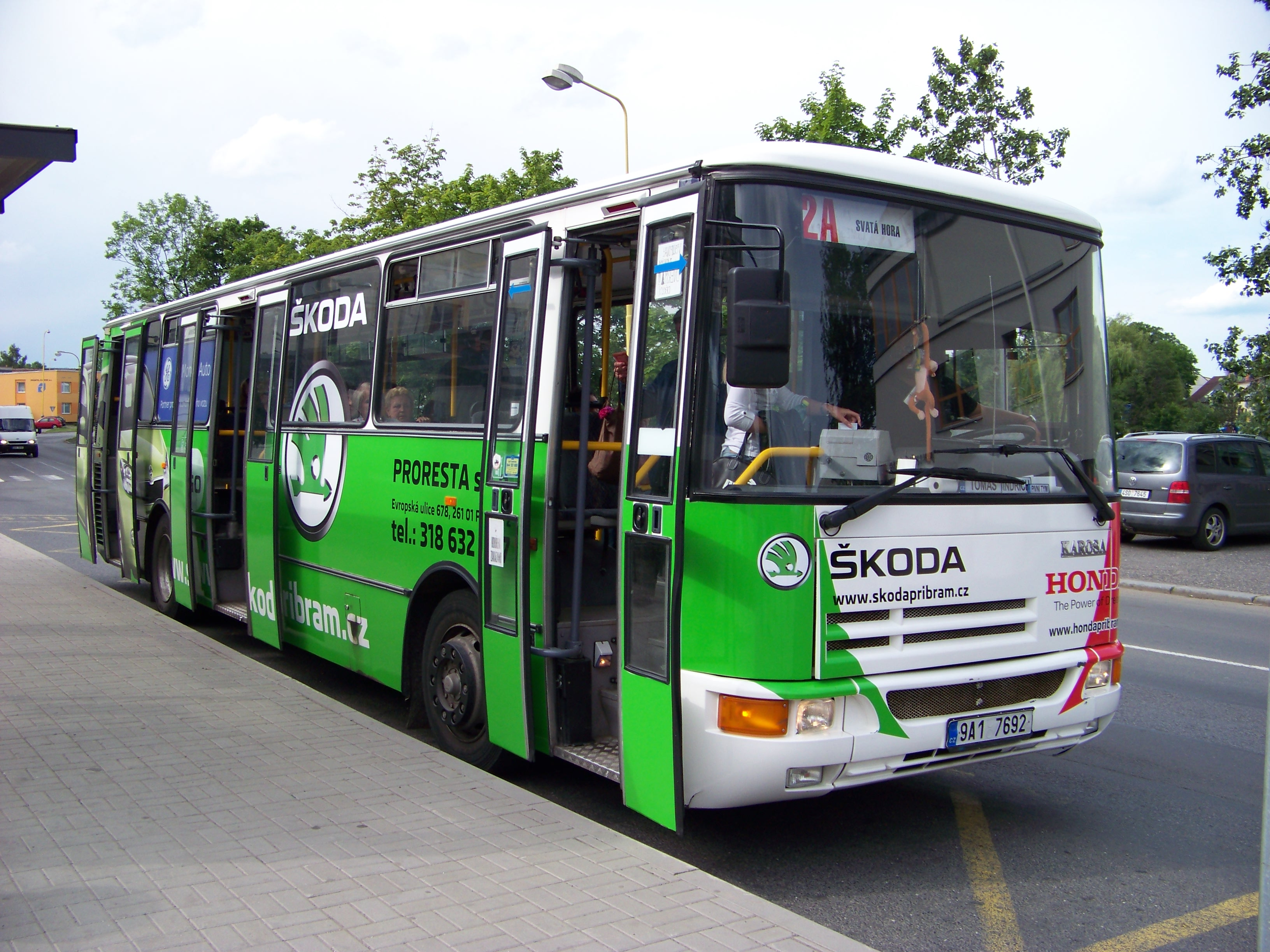
Otevřené předsuvné dveře u autobusu Karosa B 932